# La Boissière-du-Doré
Pour les articles homonymes, voir Bossière.
La Boissière-du-Doré est une commune rurale de l'Ouest de la France située dans le département de la Loire-Atlantique, en région Pays de la Loire.

## Géographie

### Localisation
La Boissière-du-Doré est une commune qui à toutes les époques s'est retrouvée aux limites entre des aires culturelles, paysagères ou administratives : entre Bretagne et Anjou, entre Les Mauges et Le vignoble nantais, entre Le Loroux-Bottereau et Vallet.
| Orée d'Anjou Landemont (Maine-et-Loire) |                      | Orée d'Anjou Saint-Christophe-la-Couperie (Maine-et-Loire) |
| La Remaudière                           | La Boissière-du-Doré | Montrevault-sur-Èvre Le Puiset-Doré (Maine-et-Loire)       |
|                                         | La Remaudière        |                                                            |

#### En région nantaise
À vol d'oiseau, la commune est située à 9,6 km du Loroux-Bottereau, 8,5 km de Vallet, 15,7 km d'Ancenis et 25,3 km à l'est / sud-est de Nantes et 56,6 km d'Angers.
Les communes limitrophes de La Boissière-du-Doré sont La Remaudière en Loire-Atlantique. Saint-Christophe-la-Couperie et Landemont, communes déléguées de la commune nouvelle Orée d'Anjou et Le Puiset-Doré, commune déléguée de la commune nouvelle Montrevault-sur-Èvre, en Maine-et-Loire. La commune jouxte le Maine-et-Loire sur les deux tiers de ses limites.

#### Entre Anjou et Bretagne
Autrefois, les frontières n'étaient pas délimitées par un trait précis, mais par des territoires plus ou moins flous, plus ou moins larges, appelés "marches". Sous l'Ancien Régime, La Boissière-du-Doré faisait partie des marches de Bretagne-Anjou. Ces marches dépendaient pour l'administration publique de l'Anjou (aspects fonciers et judiciaires) et pour l'administration religieuse de l'évêque de Nantes, d'où l'expression « du diable d'Anjou et du Bon Dieu de Bretagne ». La Boissière-du-Doré et La Remaudière étaient une « marche commune », alors que les autres paroisses des marches Bretagne-Anjou étaient des « marches avantagères » à l'Anjou telles que Champtoceaux, Landemont, Liré, Montfaucon, etc.

#### Entre Loire-Atlantique et Maine-et-Loire
En 1790, les zones de marches entre Anjou, Poitou et Bretagne furent supprimées et rattachés à l'un des trois nouveaux départements créés (Loire-Inférieure, Vendée et Maine-et-Loire) selon plusieurs principes : respect de situations antérieures (lorsque la marche était dite « avantagère » de l'une des anciennes provinces) ; volonté d'un partage équitable; simplification géographique. Ce partage des anciennes marches explique le découpage très restreint et ondulé du sud du département de la Loire-Atlantique. En milieu de ce grand redécoupage, la Boissière-du-Doré, bien que située sur la rive droite (versant angevin) de la Divatte, fut rattachée avec la paroisse de La Remaudière (située en face sur la rive gauche) au département de la Loire-Inférieure, en tant que « marche commune ». La Boissière ne formait qu'une seule et même paroisse avec le village voisin de La Remaudière jusqu'au milieu du XVIIIe siècle (Pierre Mauclerc de La Mousanchère, évêque de Nantes de 1746 à 1775, créa deux paroisses). Les autres communes des « marches avantagères » à l'Anjou furent rattachées au département de Maine-et-Loire.

#### Entre vignoble nantais et Mauges
Du fait du découpage administratif de la Révolution, La Boissière-du-Doré a été séparée du pays des Mauges en Maine-et-Loire, qui l'entoure sur les deux-tiers de ses limites et auquel elle ressemble. La Boissière-du-Doré est intégrée au pays du vignoble nantais.

#### Entre Le Loroux-Bottereau et Vallet
Lors de la Révolution, La Boissière-du-Doré fut intégrée au canton du Loroux-Botterau.
Le découpage départemental et cantonal eut des conséquences administratives qui devinrent de plus en plus évidentes au fur et à mesure que s'imposait au XIXe siècle l'administration préfectorale, puis que se développait la coopération intercommunale à partir des années 1960-70. La Boissière-du-Doré appartenant au canton du Loroux-Bottereau, a intégré ce SIVOM cantonal dès sa création, pour organiser les cars scolaires vers les collèges de ce bourg et les équipements sportifs associés, etc. Mais au cours des années 1990, La Boissière-du-Doré quitte Le SIVOM du Loroux-Bottereau pour adhérer à la communauté de communes de Vallet, gros bourg situé également à 9 km. Or, la commune de La Boissière-du-Doré n'est pas jointive géographiquement avec la communauté de communes de Vallet, formant une sorte d'île, flottant entre le Maine-et-Loire et la communauté de communes du Loroux-Bottereau (dite « Loire-Divatte »). En 2013, le préfet de Loire-Atlantique exige la continuité géographique des communautés et demande à La Boissière-du-Doré de retourner avec la communauté de communes du Loroux-Bottereau. Fin 2015, la question de l'appartenance de La Boissière-du-Doré à l'une ou l'autre des communautés de communes est réglée par la fusion des deux communautés de communes en une seule au 1er janvier 2017. Cette nouvelle communauté de communes s'appelle « Sèvre-&-Loire ».
Dans le même temps, les deux cantons de Vallet et Le Loroux-Bottereau sont également fusionnés  par l'administration d'État, pour les élections départementales de 2014.

### Géologie et relief

#### Plateau des Mauges et vallée de la Divatte

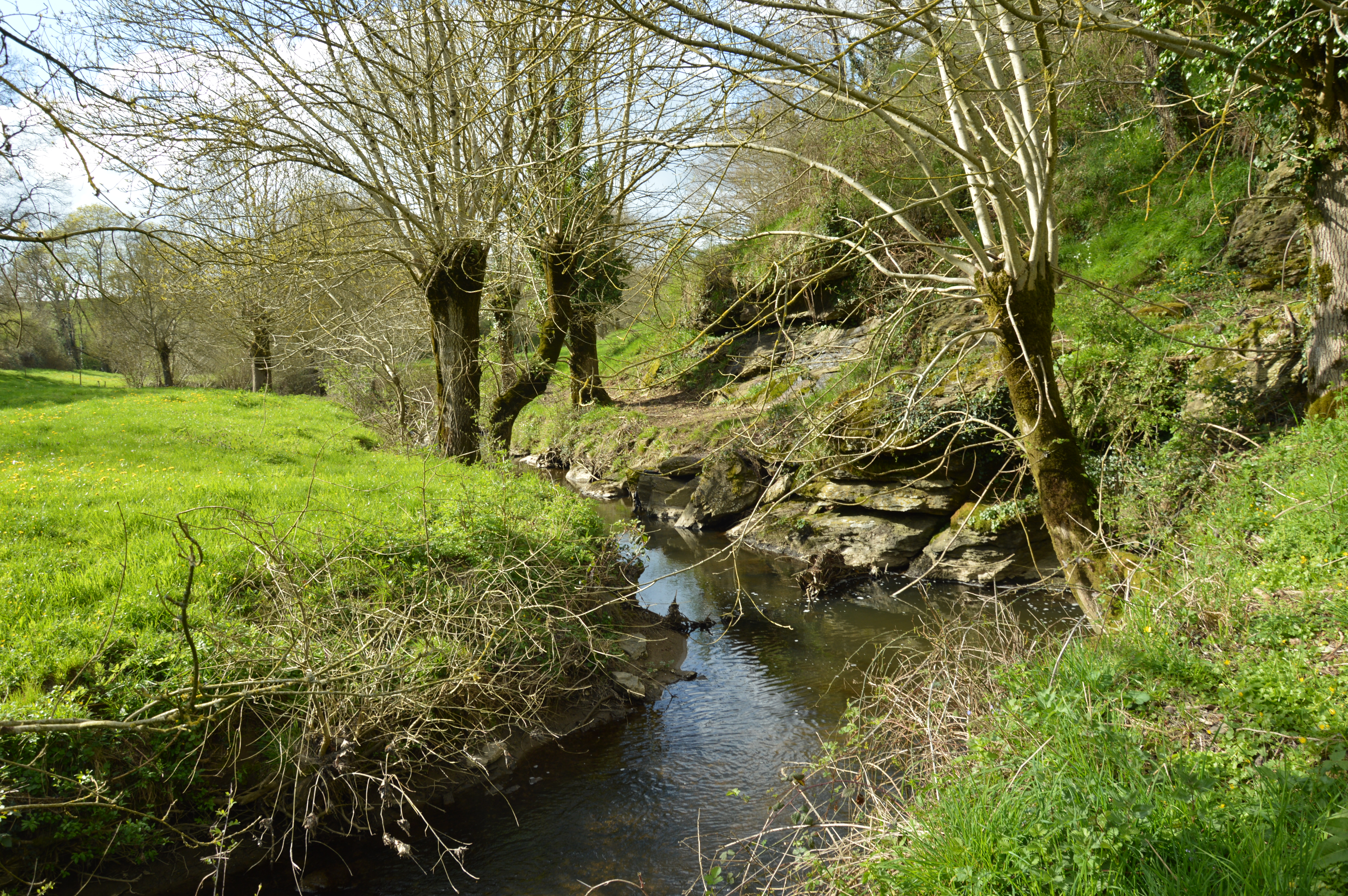
La vallée de la Divatte.

La commune de La Boissière-du-Doré est située sur le plateau des Mauges, contenu entre au nord la Loire, à l'est la vallée du Layon et à l'ouest la vallée de la Sèvre nantaise. Géologiquement, ce plateau fait partie du Massif armoricain. Le plateau des Mauges est une plateforme surélevée à 110 mètres d'altitude, qui se relève vers le sud  (150-180 m vers la Gâtine) et s'abaisse lentement vers l'ouest (50 m dans le Vignoble nantais). Il est également profondément incisé par les rivières qui forment des vallées encaissées. C'est près de l'une de ces rivières, la Divatte, qu'est située la commune de la Boissière-du-Doré.
On retrouve sur la commune de la Boissière-du-Doré, ce contraste topographique entre plateau horizontal d'une part, et vallée encaissée d'autre part. Au nord-est, en direction de Saint-Laurent-des-Autels ou du Doré, le territoire communal est totalement plat à une altitude située autour de 100 m., légèrement incliné vers l'ouest où le bourg est situé à une altitude d'environ 85 m. En bordure ouest et sud, la vallée de la Divatte qui longe la commune sur les deux-tiers de ses limites, s'encaisse brutalement de 30 à 40 mètres.

#### Un pays d'argile
Le sommet plat du plateau est recouverte d'une couche d'argile de 15 à 35 m d'épaisseur. Cette argile provient de l'altération du socle rocheux sous climat tropical humide au cours des temps géologiques de l'ère secondaire (entre -250 et -65 millions d'années). Il est présent essentiellement sur les schistes briovériens au nord du plateau des Mauges, la moitié granitique et métamorphique au sud est moins concernée. Cette argile est utilisée depuis longtemps pour fabriquer des pots, des briques et des tuiles dans tout le pays des Mauges, cette activité fait partie du patrimoine culturel de la région, notamment la commune du Fuilet qui abrite une maison touristique du potier.
À La Boissière-du-Doré, certains toponymes font référence à la poterie : il existe un village nommé les Tuileries, au centre duquel se trouvait un four commun pour cuire les poteries, aujourd'hui disparu, et un village nommé la Barbotière. Au recensement de 1836, on comptait cinq familles de tuiliers et deux familles de potiers, sans compter les familles ayant une double activité, paysan et potier. Sur la carte topographique au 1⁄25 000 de l'IGN, on observe des trous d'eau qui sont des anciennes argilières ennoyées.
Depuis les années 1960, seule reste de ce passé potier, une importante briqueterie issue de l'entreprise familiale Marcel Rivereau. Cette entreprise a été intégrée au groupe Imérys, qui produisait sur la commune des briques de mur et de cloison (120 000 tonnes par an sur 5 000 m2 d'usine et une quarantaine de salariés). Puis en 2013, elle a été rachetée par la SCOP Leroux-Bouyer localisée en Vendée et en Maine-et-Loire, qui a ré-orienté la production vers des éléments de grandes longueurs, linteaux, coffres de volets roulants, pour un volume de 20 000 tonnes annuelles avec 37 salariés.

### Hydrographie
Le bourg est localisé en haut de versant et surplombe la vallée de la Divatte, en rive droite. De nombreux petits rus forment des coulées vers la vallée de la Divatte : le ruisseau du Pin (qui forme la frontière avec Landemont), le ruisseau de Launay, le ruisseau de la Tannerie, le ruisseau de la Petite Giraudière, le ruisseau de la Fontaine, le ruisseau du Carteron et un ruisseau formant la limite avec la commune de Saint-Christophe-la-Couperie.

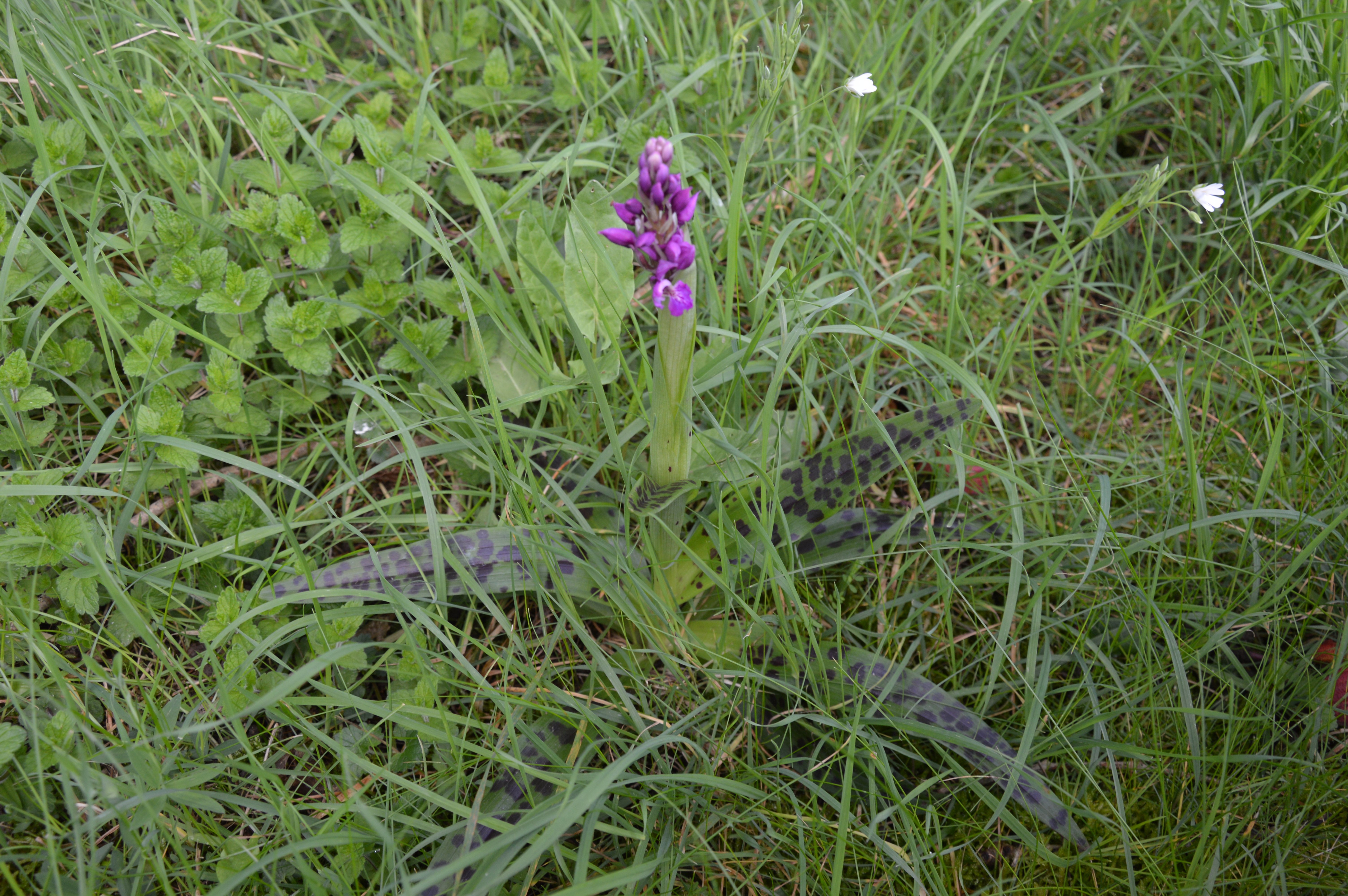
Flore.

### Flore

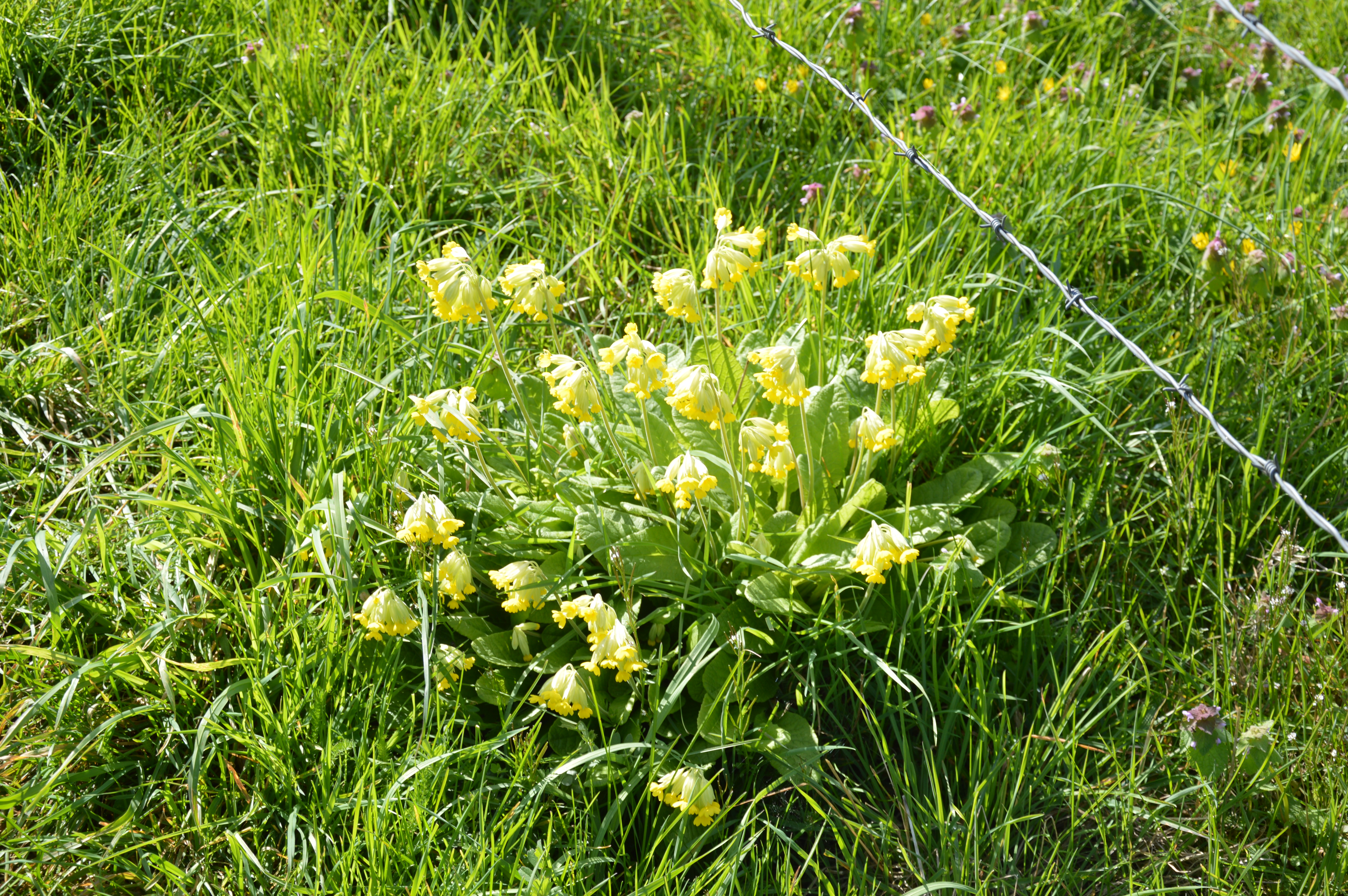
Coucou.

La faune et la flore de la commune sont conformes à la région. La Boissière-du-Doré est toutefois particulièrement remarquable par l'abondante présence au printemps de primevères (coucous et primevères vulgaires), mais aussi les violettes et de la bourrache officinale.

### Climat
Pour des articles plus généraux, voir Climat des Pays de la Loire et Climat de la Loire-Atlantique.
En 2010, le climat de la commune est de type climat océanique altéré, selon une étude du CNRS s'appuyant sur une série de données couvrant la période 1971-2000. En 2020, Météo-France publie une typologie des climats de la France métropolitaine dans laquelle la commune est exposée à un climat océanique et est dans la région climatique Bretagne orientale et méridionale, Pays nantais, Vendée, caractérisée par une faible pluviométrie en été et une bonne insolation.
Pour la période 1971-2000, la température annuelle moyenne est de 11,7 °C, avec une amplitude thermique annuelle de 13,9 °C. Le cumul annuel moyen de précipitations est de 799 mm, avec 12,5 jours de précipitations en janvier et 6,6 jours en juillet. Pour la période 1991-2020, la température moyenne annuelle observée sur la station météorologique de Météo-France la plus proche, « Haie-Fouassière », sur la commune de La Haie-Fouassière à 16 km à vol d'oiseau, est de 12,8 °C et le cumul annuel moyen de précipitations est de 858,5 mm,. Pour l'avenir, les paramètres climatiques de la commune estimés pour 2050 selon différents scénarios d'émission de gaz à effet de serre sont consultables sur un site dédié publié par Météo-France en novembre 2022.

### Peuplement

Le peuplement de La Boissière-du-Doré vers 1850 (population du bourg et des villages).

La Boissière-du-Doré est une commune de 9,41 km2, ce qui est une surface petite pour notre région du sud-armoricain où les communes sont très vastes (du Morbihan à la Vendée). Mais avec 1 000 habitants, La Boissière-du-Doré est densément peuplée pour une commune rurale, 106 habitants par km2. Le peuplement du territoire communal est dispersé. Les formes actuelles du peuplement communal en bourg, villages et fermes isolées sont issues du passé.
Le peuplement du territoire de la Boissière-du-Doré s'est opéré en trois phases liées à l'histoire de l'agriculture.
La première phase est le peuplement des villages, formés par de petits paysans libres qui vivent de façon groupée. Ce peuplement est extrêmement ancien, datant de l'époque gauloise ou de l'époque des Germains. C'est un habitat groupé de quelques à plusieurs dizaines de familles, où s'enchevêtrent de petites maisons, des petits bâtis agricoles (granges, soues à cochons, etc.). On trouvait dans ces villages des « communs » villageois, c'est-à-dire un four, une mare, un puits ou une place, propriétés indivises à l'ensemble des habitants du lieu-dit. Certains de ces communs existent encore en 2016, notamment à la Brégeonnière. Les exploitations agricoles de village (nommées borderies ou closeries) étaient des très petites exploitations, moins de cinq hectares, au parcellaire dispersé sur le finage villageois de façon que chacun ait des terres dans chaque terroir : prés de fond de vallée pour les pâtures des animaux ; pentes pour la vigne ou les céréales ; lande des plateaux pour le bois de chauffe ou d'œuvre, ainsi que la cueillette des baies, fruits secs, champignons, qui comptaient dans l'alimentation. Ces gros villages sont le bourg, la Bregeonnière, la Tremblais et les Faulx, la Tuilerie et la Rogerie... La conquête agricole du plateau plus argileux, moins fertile, plus dur à cultiver, s'est opérée ensuite. Cela s'est fait en deux phases de défrichement l'une au Moyen Âge et l'autre plus tardive au XIXe siècle. À l'époque féodale, entre le XIe et le XIVe siècle, la révolution agricole du Moyen Âge provoqua de grands défrichements dans toute l'Europe. Dans notre région, ces défrichements médiévaux concernent les bordures des plateaux (les sommets les plus argileux restent en lande). La noblesse qui organise et finance les défrichements médiévaux accapare les terres défrichées et les met en location sous forme de métairies (loyer payé en part de la récolte). Il est vraisemblable qu'à cette époque sont défrichées les terres de l'est de la commune autour du logis seigneurial de La Péquinière et les terres du secteur nord de la commune vers la Huberderie et la Piltière. Lors de la Révolution française, des espaces de la paroisse (secteur du Grand Cartier au nord-nord-est de la commune) sont encore en landes, terres non cultivées, souvent collectives. La première révolution agricole contemporaine marque la privatisation des ultimes terres communes de landes et marais en Europe occidentale. Ce qui reste des landes de La Boissière-du-Doré est privatisé et affermé en métairies par la bourgeoisie qui loue ces nouvelles terres agricoles aux paysans. Les métairies de plateau étaient de grandes exploitations pour l'époque, de 20 à 50 hectares, au parcellaire bien groupé autour des bâtiments agricoles. On y trouvait des trains de labours, c'est-à-dire des paires de bœuf pour les labours. La métairie est facile à identifier dans le paysage, car c'est une ferme isolée reconnaissable à  la présence d'une grande bâtisse à proximité d'une vaste grange étable. La Petite Brunetière date du XIXe siècle.
Certains auteurs montrent que la noblesse ou la bourgeoisie ont souvent racheté dans les villages, les terres des bordiers appauvris (qui deviennent des journaliers) pour les louer et ainsi maîtriser toutes les terres agricoles,, outil de production et richesse majeure dans les sociétés agricoles pré-industrielles.
Le XXe siècle avec la deuxième révolution agricole contemporaine marquée par la motorisation, la mécanisation, la chimie et la sélection scientifique a entraîné l'effondrement spectaculaire de la main-d'œuvre agricole et du nombre des exploitations agricoles de la commune, favorisant le déclin de la population des villages. Dans le même temps la construction de lotissements nouveaux a favorisé le grossissement de la population du bourg. En 1857, le bourg représentait moins d'un tiers de la population communale (300 habitants sur 830), aujourd'hui il groupe plus de la majorité de la population.

## Urbanisme

### Typologie
Au 1er janvier 2024, La Boissière-du-Doré est catégorisée bourg rural, selon la nouvelle grille communale de densité à sept niveaux définie par l'Insee en 2022.
Elle est située hors unité urbaine. Par ailleurs la commune fait partie de l'aire d'attraction de Nantes, dont elle est une commune de la couronne,. Cette aire, qui regroupe 116 communes, est catégorisée dans les aires de 700 000 habitants ou plus (hors Paris),.

### Occupation des sols

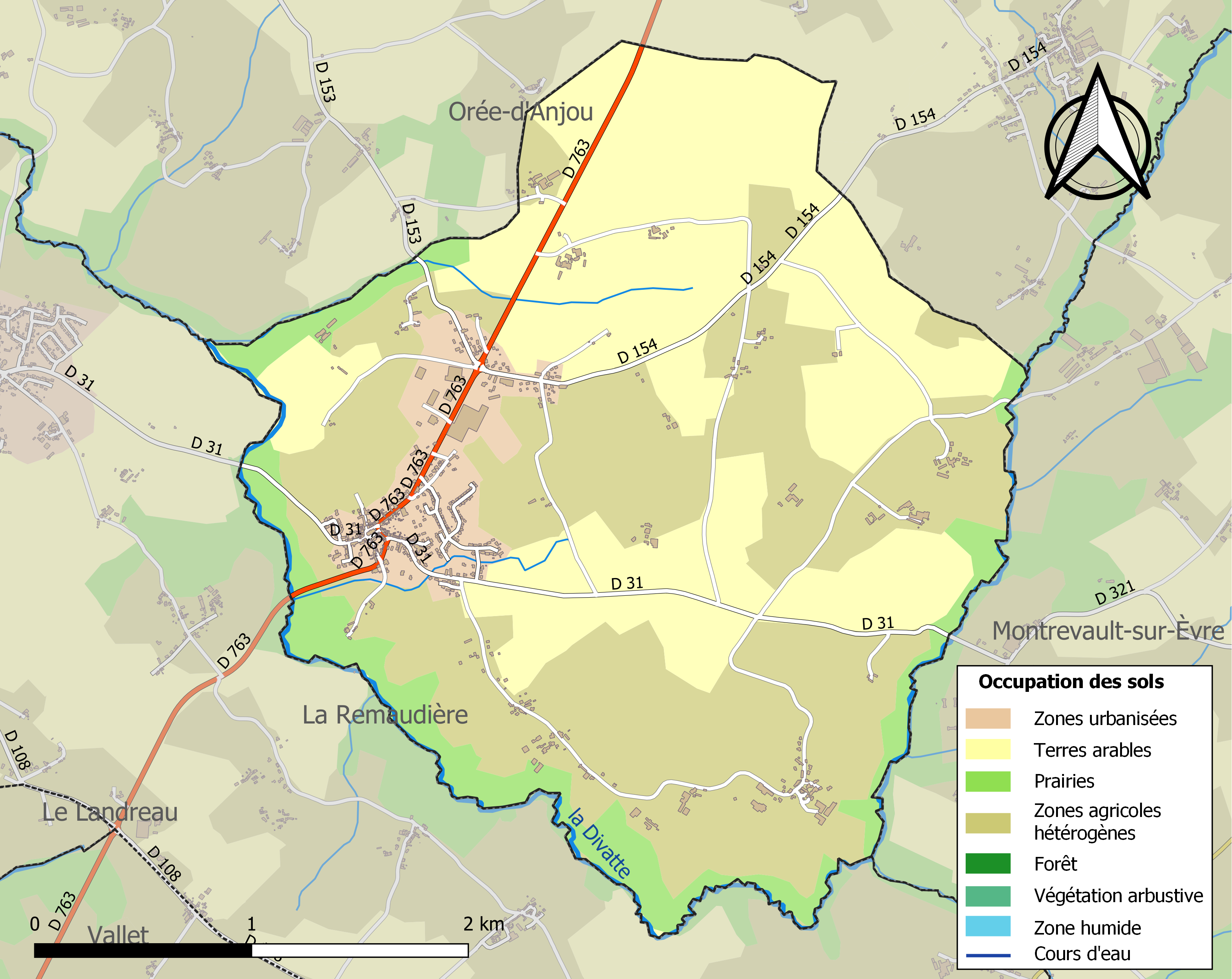
Carte des infrastructures et de l'occupation des sols de la commune en 2018 (CLC).

L'occupation des sols de la commune, telle qu'elle ressort de la base de données européenne d’occupation biophysique des sols Corine Land Cover (CLC), est marquée par l'importance des territoires agricoles (93 % en 2018), en diminution par rapport à 1990 (95,8 %). La répartition détaillée en 2018 est la suivante : 
zones agricoles hétérogènes (44,6 %), terres arables (38,6 %), prairies (9,7 %), zones urbanisées (7 %), cultures permanentes (0,1 %).
L'IGN met par ailleurs à disposition un outil en ligne permettant de comparer l’évolution dans le temps de l’occupation des sols de la commune (ou de territoires à des échelles différentes). Plusieurs époques sont accessibles sous forme de cartes ou photos aériennes : la carte de Cassini (XVIIIe siècle), la carte d'état-major (1820-1866) et la période actuelle (1950 à aujourd'hui).

### Voies de communication et transports

État du bourg de La Boissière-du-Doré en 1808 (routes, château, jardin, église...)

Le bourg de la Boissière-du-Doré est traversée par la route départementale 763. Cette route était une route nationale, transférée au Département en 1972. Elle relie à l'échelle départementale Ancenis à  Clisson vers La Roche-sur-Yon, et à l'échelle régionale elle fait le lien entre Laval et Les Sables-d'Olonne. Cette route a été élargie et améliorée au milieu du XIXe siècle, puis elle a été goudronnée en 1933 pour permettre la circulation automobile. Dans le bourg de La Boissière-du-Doré, elle se distingue en deux rues : la route d'Ancenis vers le nord et la route de Vallet. La route d'Ancenis conserve un tracé ancien. En revanche, la route de Vallet actuelle est une création récente des années 1930.
Pour aller vers Vallet, la circulation la plus ancienne était une circulation piétonne, elle passait par le lieu-dit Les Croix, où un chemin creux descendait vers la Divatte et remontait vers le village du Champ Ménard sur La Remaudière ; on en voit encore la trace dans le cadastre et la section du Champ Ménard existe toujours sous forme de chemin de randonnée. Au XIXe siècle, la circulation vers Vallet change de trajet : les charrettes passaient par la place de l'église, puis par la rue de la Châterie, et prenait prenait la direction de Vallet au niveau de l'actuel garage automobile où une nouvelle voit fut créée. Ce n'est que lors des travaux routiers de 1933, que l'on crée une jonction routière entre la rue des Mauges (route du Doré) et la rue de la Châterie, créant la voie actuelle qui longe la place du monument aux morts et la salle Montfort.

## Toponymie

### Le bourg
Le nom « Boissière » vient de l'ancien français « Boissière » qui signifie tout simplement un lieu boisé, un lieu de broussailles. Selon J.-L. Le Quellec, ce toponyme est très répandu. Le mot « boissière » vient du latin buxaria qui signifie « lieu planté de buis », car buxus est le nom latin du buis. Le nom « boissière » ne fait toutefois pas nécessairement référence à cette essence végétale en particulier, car la racine latine buxaria a aussi donné le mot « buisson ».
La prononciation phonétique du nom Boissière varie peu, en revanche son écriture reste très variable selon époques et les auteurs : La Bouéssiere en gallo ABCD  ou La Boécierr en gallo ELG, La Bouézyere, La Bossière ou La Bouessière en dialecte angevin des Mauges XVIIIe siècle, La Boexière et la Boixière. L'orthographe des noms propres se fixe au XIXe siècle lorsque l'alphabétisation de la population se généralise et l'administration préfectorale standardise les actes. Un livre donne toutefois une explication toute autre, qui semble fantaisiste comme l'ensemble de son propos sur cette commune, en disant que Boissière viendrait de « bois sang » à la suite d'une bataille contre les vikings contre lesquels s'opposent Guscard et ses hommes.
L'extension « du Doré » est à rapprocher du village voisin : Le Doré, situé à quatre kilomètres, en Maine-et-Loire. Le Doré est une ancienne paroisse qui a composé avec Le Puiset, la commune du Puiset-Doré, aujourd'hui regroupée depuis le 1er janvier 2016 en la commune nouvelle Montrevault-sur-Évre. Le nom « Doré » aurait pour origine les paillettes d'or véhiculées par les rivières des Mauges (À Saint-Pierre-Montlimart, non loin de La Boissière-du-Doré, furent exploitées autrefois des mines d'or). Mais dans Les secrets des noms de communes et lieux-dits du Maine-et-Loire, il est indiqué que le Doré viendrait d'une racine pré-celtique *dor qui signifie « l'eau ». Dans "Le grand héritage des gaulois", on apprend que la racine gauloise *ledo signifie "l'eau, le flux". Il est donc probable que Le Doré doive son nom au passage de la rivière de la Divatte.
La dénomination « La Boissière-du-Doré » est usitée au XVIIe siècle,, pour la distinguer de la paroisse de la Boissière-de-Saint-Florent, située à 15 km en Anjou. On la trouve également sur la carte de Cassini vers 1750 et sur une carte de Loire-Inférieure de 1886. Elle réapparaît officiellement sous le court mandat du maire Arthur Barbier-du-Doré à partir de 1848. Cette famille Barbier, une famille de militaires, s'était vu autorisée par Louis XV à porter le nom de sa terre située sur la paroisse du Doré. Ainsi, dans les recensements de la population de 1851 et 1856, la commune est nommée La Boissière-du-Doré. Cette extension est progressivement abandonnée sous le mandat suivant dans les années 1850. Elle réapparaît de nouveau dans les registres de l'État-Civil à partir de 1917. Par décret du 10 mai 1962, le nom de La Boissière-du-Doré est figé.
L'Office de la langue bretonne a proposé de traduire le nom de la commune en breton : Beuzid-an-Doured. Cela ne correspond à aucun usage local puisque le breton n'a été parlé que sporadiquement à l'est d'une ligne allant de Dol à Pornic dans son extension maximale au IXe siècle. Du point de vue linguistique, La Boissière-du-Doré se trouve dans le domaine du parler angevin.

### Les villages, lotissements et rues

#### Toponymes liés à des arbres
La rue du Saule-Blanc s'appelait sur le cadastre de 1932 « la rue des Croix » en lien avec le village à proximité, elle était aussi nommée « route de la Remaudière ». De part et d'autre de cette rue se trouvaient « Les jardins du Saule Blanc » (côté impair actuel) et « Les jardins de la Prée » (côté pair).
Le lotissement des Marronniers a été construit à partir de 1993 dans un pré entre la ferme des Croix et le bourg, doit son nom à la présence d'un vieux et gros marronnier d'Inde dans le jardin voisin.
Le lotissement des Tilleuls est installé dans un champ agricole qui s'appelait « Le Pré de la Cour » (La Cour était le nom du château initial). Ce lotissement doit son nom à une allée plantée de tilleuls dans le pré voisin nommé "les Clabaux".
L'Aubinière vient d'un mot bas-latin qui signifie un lieu planté de peupliers.
L'Aulnaie signifie un lieu planté d'aulnes. Cet arbre aime les terrains humides. Le village de l'Aulnaie se situe autour d'un petit ru, nommé « le ruisseau de l'Aulnaie » ou « le ruisseau de la Tannerie ». Le lotissement de l'Aulnaie est d'ailleurs localisé autour de cette coulée verte.
Il existe également sur la commune, Launay et le moulin de Launay, eux aussi situé le long d'un petit ru : « le ruisseauu de Launay ».
Le Buisson indique un lieu de lande.
Les Faux (ou Les Faulx) désigne un lieu planté de hêtres.
Le Sapin Vert fait référence également à la présence d'un arbre. Ce village est récent, il n'existait pas en 1857.
La Tremblaie (ou Tremblée sur le cadastre de 1808 ou La Tremblais) signifie un lieu planté de trembles, c'est-à-dire des peupliers.

#### Toponymes liés aux éléments naturels
La Brégeonnière (ou Berjonnière sur les anciens cadastres) est après le bourg, le village le plus peuplé de la commune. Selon J.-L. Le Quellec, le mot Brégeonnière ou Berjonnière vient du latin brevis qui veut dire « petit ». Il peut être décrit du point de vue de la topologie, par la particularité d'un terrain qui serait petit, rétrécis, en coin ou en angle. En dialecte poitevin, « brjuhn » désigne d'ailleurs un « écoinçon », c'est-à-dire un terrain triangulaire où la longueur des sillons diminuent progressivement. La Brégeonnière est située sur une croupe du plateau qui domine la Divatte et qui est en forme d'écoinçon. Autre étymologie possible : Brégeonnière peut être le village de la famille Brégeon, qui désigne des gens petits, mais cette explication est moins vraisemblable selon J.-L. Le Quellec.
La Motte signifie « un amas de terre, un tertre ». Ce village n'existait pas en 1857.

#### Toponymes liés à l'agriculture
Le Carteron ou Quarteron est probablement dérivé de « quartier ». Un autre lieu-dit non-habité de La Boissière-du-Doré s'appelle également Le Grand Cartier.
Le Gât-Hubert : « gât » signifie terre inculte et peu fertile.
La Herse est un outil agricole. Ce village n'existait pas encore en 1857.
La Maison Neuve fait référence à une phase tardive de défrichement du plateau, au milieu du Moyen Âge (voir la partie sur le peuplement). Elle existe sur la carte de Cassini du milieu du XVIIIe siècle.
Les Pâtis veut dire les prés, les pâturages.

#### Toponymes liés à des prénoms ou noms
Selon J.-L. Le Quellec, les villages finissant par en -ière ou -erie signifient « la propriété de x » ou « les terres de la famille x ». Par exemple, La Gaudinière est la propriété de Gaudin.
Le suffixe -ière indique soit un très vieux village du XIIe – XIIIe siècle ou alors un défrichement tardif du XIXe siècle où les propriétaires fonciers baptisaient les métairies avec les prénoms de leurs enfants. À La Boissière-du-Doré, les métairies semblent anciennes sauf la Petite Brunettière inexistante en 1857, issue de découpage des terres de la Grande Brunettière.
Le suffixe « -erie » concerne les noms qui finissent en « -é » ou « -ier » et aurait une origine du XIVe siècle.
La Bobinière (Baubinière sur la carte de Cassini) vient peut-être du nom Bobin ou Baubin qui seraient des surnoms. Au XVIIe siècle, Sébastien Goguet (décédé à Fromenteau, Vallet en 1672) est dit sieur du Pré-Garnier et de la Bobinière.
La Brunetière (petite et grande) : Le nom est à rapprocher du nom Brunet. La présence de Petite et Grande Brunetière signifie que la Petite Brunetière est un découpage ultérieur d'une métairie de la Grande Brunetière. La petite Brunetière date de la fin du XIXe siècle, elle n'existait pas en 1857.
La Coupaudière (la Couraudière sur la carte de Cassigni) avec les noms Couraud qui existe dans l'ouest de la France.
La Gaudinière a la même logique avec le nom Gaudin et le suffixe « -ière ». Gaud était un dieu germanique. Au XVIIe siècle, Sébastien Bureau (1701 Boissière - 1756 Loroux-Bottereau), écuyer et avocat, prend le titre de sieur de la Gaudinière.
La Petite Giraudière (ou Géraudière sur les anciens cadastres) vient d'un nom de propriétaire Géraud, avec le suffixe « -ière ». Géraud est un nom germanique.
La Berthelière ou Brethelière peut être rapprochée au nom Berthe et Hubert, qui est d'origine germanique.
La Huberderie, proche du Gât-Hubert est également a rapproché du nom Hubert qui est aussi de même origine et signification que Bretelière
Le Gât-Hubert est lié au très vieux mot « gât » qui désigne des terres incultes ou de mauvaise qualité, peu fertiles. En dialecte poitevin, « degataé » veut dire « défricher ». On connaît aussi le mot « gâtine » de même racine. En Vendée, souvent le mot « gât » est associé à un prénom, celui du propriétaire.
La Peignerie vient du patronyme Peigné, avec le suffixe -rie.
La Rogerie est à lier au nom Roger.

#### Toponymes liés à des activités
La place du Moulin ou place de la Poste : Cette placette était autrefois le centre du bourg, puisque l'ancienne église ouvrait jusqu'en 1899 vers l'actuelle rue du Saule Blanc et que le place donnait également sur l'entrée de La Cour où se trouvait le logis seigneurial initial. Au XXe siècle, elle a accueilli la poste fermée dans les années 1970. La poste est devenue le foyer des jeunes, puis la bibliothèque de la commune. Étant à l'extrémité de la rue du Moulin, elle s'appelle la place du Moulin.
La rue du Moulin part depuis l'église et mène au Moulin de Launay.
La rue de la Cure se situe entre l'église et l'ancien presbytère devenu une maison d'habitation.
La Châterie ou rue de la Châterie (même racine que « château »)  indique la présence d'une maison fortifiée . Le bas de la rue de la Châterie compte un important logis avec un portail ancien de style Renaissance.
Les Tuileries et la Barbotière doivent leur nom à l'activité potière (voir partie sur la géologie). La barbotine est une pâte d'argile diluée dans l'eau qui sert à coller différentes pièces en terre. La tuilerie est un lieu de production de tuiles.
La Piltière vient probablement du verbe « piler » au sens de broyer. Il y avait probablement par le passé un moulin à eau le long du ruisseau du Pin qui borde La Piltière et qui se jette dans la Divatte.
Bel Air utilise un mélioratif « bel » et fait référence à un lieu censé être agréablement venté. Il y avait là un moulin à vent. Le toponyme indique un moulin qui fonctionnait bien du fait de son emplacement bien choisi.
Les Croix peuvent désigner plusieurs choses : un croisement de chemins, la présence de croix religieuses, un lieu de supplice. Jusqu'au début du XIXe siècle, le chemin vers Vallet passait par les Croix ; ce nom indiquait probablement ce croisement de la route de La Remaudière et celle de Vallet.

#### Toponymes dont le sens reste à préciser
La Hérie ou la Hayrie sur la carte de Cassini
Les Coins.
La Péquinière : sur les registres cadastraux du début du XIXe siècle et dans les registres paroissiaux, le village est nommé La Pétinière.

#### Toponymes oubliés
Sur la carte de Cassini apparaît un lieu-dit près des Coins, qui ne semble correspondre à rien de connu. Son nom est peu lisible : « La Frenianterie ».
Le Chemin Creux était un morceau de la route de Vallet originelle qui passait près du village des Croix, descendant vers la Divatte. Ce chemin piétonnier, abandonné dès le XIXe siècle, s'est appelé le « chemin creux » et est devenu au milieu du XXe siècle le lieu de la décharge municipale de détritus non compostables en plein air (comme cela se voyait à l'époque dans toutes les communes), avant que ne s'organise la collecte des déchets ménagers. Il a disparu aujourd'hui, mais les parcelles cadastrales en garde la trace.
Le Fief Porché est le nom des champs agricoles à l'arrière de la statue de la vierge, en direction de la Remaudière.
Les Clabaux étaient le nom d'un pré à l'arrière du château de la Cour en venant par la route de la Remaudière. Dans les années 1970-80, l'allée des Clabaux était bordée de tilleuls, c'est pourquoi le lotissement construit à proximité s'appelle le lotissement des Tilleuls.
Le Pré de la Fontaine et la Pièce de la Fontaine bordaient de part et d'autre la rue du Moulin à proximité du Moulin de Launay
La Chétiverie est un lieu-dit habité ayant disparu aujourd'hui, localisé près du Gât Hubert sur les anciens cadastres. Chétiverie vient probablement de chétif (de même racine que captif). Il peut avoir le sens « de peu d'importance » ou « petit ».

## Histoire
La Boissière-du-Doré est une commune rurale ordinaire, son histoire se fond avec l'histoire régionale et nationale,.

### Préhistoire

#### Paléolithique: présence continue de chasseurs-cueilleurs
Les premiers êtres humains qui ont parcouru la région étaient des chasseurs-cueilleurs. Ils vivaient en petits groupes familiaux d'une quinzaine de personnes et circulaient dans les forêts en fonction des saisons et de la nourriture disponible (fruits, herbes, racines, animaux). Il n’y a cependant pas de preuves d'habitat à La Boissière-du-Doré, mais il existe des fouilles qui confirment l'existence de présences humaines extrêmement anciens dans le Vignoble nantais. Citons en particulier le site des Cléons sur Haute-Goulaine, Le Pallet et Monnières avec des preuves de passages humains il y a 300 000 ans durant tout le paléolithique jusqu'à 10 000 avant aujourd'hui. On a trouvé dans ces communes des lieux de boucherie et dépeçage, notamment d'aurochs à Haute-Goulaine. Les humains vivent donc dans notre région depuis des centaines de milliers d'années.
Vers -300 000, les humains présents dans la région sont les Hommes de Néandertal. Puis, ils disparaissent ensuite. Entre 40 000 et  12 000 ans avant aujourd'hui arrivent en Europe et dans la région des hommes modernes, en tout point identiques à nous-même, on les appelait autrefois hommes de Cro Magnon, mais on les appelle aujourd'hui Homo Sapiens (Ce sont eux par exemple qui ont peint la grotte de Lascaux en Dordogne).

#### Néolithique: l'arrivée d'agriculteurs et des mégalithiques
Dans notre région, l'agriculture se développe à partir de 5000 av. J.-C. Rappelons que l'invention de l'agriculture, c'est-à-dire la domestication des plantes et des animaux pour un usage humain, marque l'entrée dans le Néolithique. Le foyer agricole d'origine qui nous concerne, se situe en Mésopotamie, où l'agriculture est apparue vers 8000 av. J.-C.. À partir de là, l'agriculture se diffuse lentement vers l'Europe par l'expansion des populations paysannes, nommées « Early European Farmers ». Il semble que génétiquement ces ancêtres de l'Europe Néolithique ressemblaient aux Sardes actuels (habitants de la Sardaigne). Cette première civilisation agricole érige les mégalithes et les tumulus. Les plus spectaculaires sont dans le Morbihan (Carnac) et dans le Poitou (Bougon), il y en a aussi dans le pays de Retz, à Angers, autour de Cholet, ainsi qu'au Fief-Sauvin. Dans le Vignoble nantais, des fouilles archéologiques attestent l'existence d'activité agricole aux Cléons à Haute-Goulaine vers 4300 av. J.-C.. Onze haches de pierre ont été découvertes par un agriculteur de Barbechat, M. Ménard et remises au CNRS, elles montrent que la vallée de la Divatte étaient occupées dès le Néolithique.
Les premiers paysans pratiquaient une agriculture forestière, ils ouvraient chaque année des clairières tournantes (par essartage et brulage), qu'ils cultivaient d'une à trois années avant de les rendre à la forêt ; Cette agriculture est nommée aussi abattis-brûlis. Les outils étaient la hache et le couteau d'abattis pour défricher et la houe pour gratter le sol. Ces outils sont en pierre. Les densités humaines maximum pour cette agriculture sont estimées à environ 10 habitants par km2. Cela signifie que sur le territoire de La Boissière-du-Doré, théoriquement cette agriculture aurait pu nourrir 90 personnes au maximum.

#### Âge des Métaux: l'arrivée des Gaulois
Les Gaulois ont envahi le territoire de la France actuelle au cours quelques siècles avant J-C, en soumettant les populations antérieures pré-celtiques. Les Gaulois font partie des Celtes, et les Celtes font partie des Indo-Européens. Les Indo-Européens ont domestiqué le cheval (vers 4000 av. J.-C.) en Asie centrale et de là sont partis à la conquêtes des terres de l'Inde du nord à l'Atlantique. Ils ont évolué en plusieurs branches : Grecs, Iraniens, Indiens, Arméniens, Albanais, Baltes, Germains, Slaves, Celtes... Au départ les Celtes sont localisés sur le bord du Danube en Europe centrale et dans le Sud de l'Allemagne. Quelques siècles avant le début de notre ère, ils s'implantent dans la région  Le site de Jublains en Mayenne est très important. Des fouilles ont été menées à Ancenis. Dans le pays du Vignoble nantais, des preuves d'habitat de l'époque gauloise existent aux Petites Barres à Monnières, des forges existaient à Vertou, Saint-Fiacre, à Saint-Barthélémy sur la commune de Saint-Julien-de-Concelles où la chapelle actuelle est fondée sur des thermes gallo-romains, aux Ténauderies sur la commune d'Aigrefeuille-sur-Maine. Dans la vallée de la Divatte, il aurait existé un lieu de culte gaulois à Barbechat. Il existe encore un pont gallo-romain au lieu-dit Thurinet sur Barbechat et un autre également à Mouzillon.
Les Gaulois pratiquaient une agriculture dite "système agraire à jachère et culture attelée légère" que l'on retrouve du nord de l'Inde à l'Espagne, en passant par la Méditerranée et l'Europe tempérée. Il y avait les terres cultivées ("l'ager") en permanence autour des villages, sur ces terres la moitié était en jachère chaque année pour renouveler la fertilité (assolement biennal). Au-delà il y avait les "saltus", terres incultes de marais ou de landes, utilisées pour le pâturage des animaux en journée. Le soir les animaux étaient ramenés sur la jachère pour récupérer leurs fumiers. Cette technique était aléatoire et la quantité de fumier récupéré pour engraisser les terres cultivées reste assez modeste. Au-delà des saltus, se trouvaient les restes de la forêt primitive, pour le bois de chauffe et d'œuvre. Les outils étaient l'araire et la bêche et la houe pour travailler le sol, la faucille et le fléau pour moissonner. La traction animale était peu efficace en raison de système d'attelage qui avait tendance à étrangler les animaux : joug de garot pour les bœufs et bricole pour les chevaux. Les chars et charrettes sont donc rares et limités aux gens très riches. Le transport agricole se fait par un système de bât (paniers sur le dos d'un âne). Le souci est la difficulté de nourrir les animaux l'hiver par manque d'herbe, le troupeau est donc limité. Les rendements de céréales sont estimés à trois quintaux par hectare. Les densités humaines maximum sont estimées à environ quinze habitants par km2 dans notre climat tempéré. Cela signifie que sur le territoire de La Boissière-du-Doré, théoriquement cette agriculture aurait pu nourrir 140 personnes. À l'exception de la maison, les terres sont en propriété collective, ce sont des communs villageois. Il semble que ce sont les Romains qui favorisent le développement de la propriété privée des terres cultivées.

### Antiquité

#### Romanisation des Gaulois
Les Gaulois et leur localisation sont connus par le livre La Guerre des Gaules de Jules César qui date des années 50 av. J.-C. La Gaule est romanisée par la conquête des Romains. Peu de Romains s'implantent dans la région, mais ils imposent leur pouvoir, leur administration, leur religion, leur langue, leur écriture en s'appuyant sur la noblesse gauloise. La romanisation marque fortement la société gauloise.
Les Romains administrent le territoire qu'il découpe en provinces (échelle régionale), en cités (comparable aux départements actuels), en pagi (échelle des pays ou arrondissements ruraux actuels) et en fundi (échelle équivalente aux communes actuelles).
Lors de la période romaine, notre territoire appartient au territoire à la province romaine Gaule aquitaine (niveau régional), à la cité des Pictons (correspondant au niveau départemental) et au Pagus de Tiffauges (correspondant au niveau équivalent du pays actuel).
Les cités : Le territoire de La Boissière-du-Doré appartenait aux Pictons. Au sud de la Loire, le vaste territoire des Pictons (ancêtre du Poitou), importante tribu, avait pour capitale Poitiers, leur territoire incluait Ratiatum (Rezé). En 56 av. J.-C., la tribu des Ambilatres se rattachent aux Pictons. La localisation des Ambilâtres n'est pas parfaitement fixée. Certains à partir d'analyse de pièces de monnaie, il semble que les Ambilâtres siégeaient dans un triangle entre la Loire, la Sèvre Nantaise et le Thouet. D'autres les localisent plus à l'ouest de la Sèvre vers le Pays de Retz.
Les pagi (singulier pagus) : La Boissière-du-Doré était située dans le pagus de Tiffauges. Le sud de la Loire aval était partagé en trois pagi (division administrative) : le pagus d'Herbauges à l'ouest de la rivière La Maine (qui correspond au pays de Retz actuel) ; le pagus de Tiffauges entre La Maine et l'interfluve entre Divatte et source de l'Èvre (qui correspond au pays du Vignoble nantais et aux anciennes marches Bretagne-Anjou à l'ouest des Mauges) ; le pagus des Mauges comprenant tout le bassin-versant de l'Èvre jusqu'à la limite de la rivière Layon.
Les fundi (singulier fundus) : Leurs périmètres ne sont pas connus.

### Moyen Âge

#### Les royaumes barbares germains (Francs et Wisigoths)

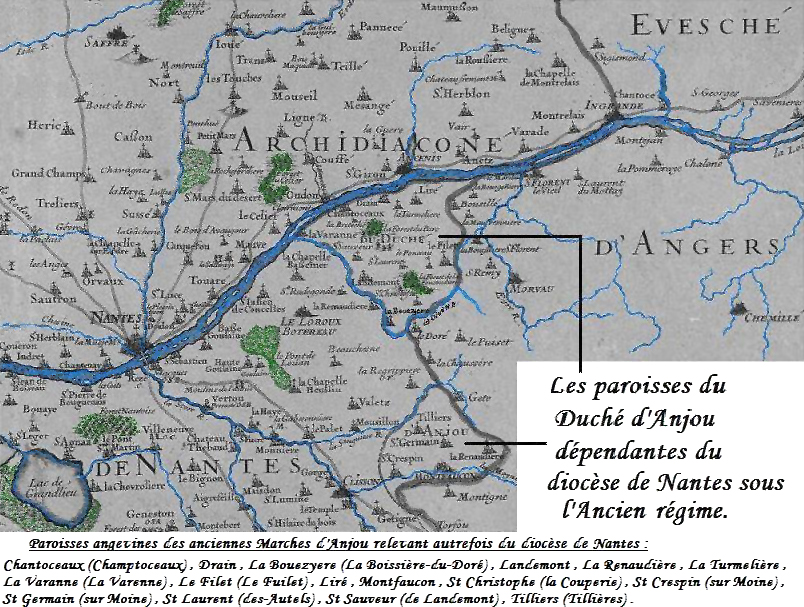
Paroisses de l'Anjou dépendantes du diocèse de Nantes sous l'Ancien Régime.

Les invasions barbares sont l'implantation des tribus de Germains en lien avec l'effondrement de l'Empire Romain. Au Ve siècle, notre région est concernée par l'implantation du royaume des Wisigoths et les Taïfales au sud de la Loire et des Francs qui s'installent d'abord en Belgique et en Ile-de-France puis s'étendent progressivement vers l'ouest jusqu'à la Loire. Les Germains (Francs et Wisigoths) sont peu nombreux mais intègrent rapidement la population gallo-romaine déjà présente. Dans la région, les Taïfales donnent leur nom à La Tessouale[réf. nécessaire] et au pagus de Tiffauges.
Aux IXe et Xe siècles, les Vikings, qui viennent de Scandinavie, pillent les côtes et Nantes. Ils s'installent sur les îles de la Loire pendant un demi-siècle. Ces incursions vikings n'ont pas apporté de populations dans notre secteur, mais elles ont entraîné la création de places fortes de surveillance et de défense, dont probablement une à La Boissière-du-Doré ou au village de la Gaudinière.

#### La christianisation
Même si des chrétiens circulent en Gaule depuis le IIe siècle, la complète christianisation de notre secteur a probablement lieu au VIe siècle. Le baptême de Clovis, roi des Francs en 496, suivi de la victoire sur les Wisigoths qui étaient des chrétiens ariens en 507, permettent la structuration de l'église catholique en lien avec le pape à Rome. Les paroisses sont fondées, notamment on sait que la paroisse voisine de La Remaudière fut fondée au VIe siècle par un chrétien nommé Saint Martin de Vertou. La fondation de la paroisse signifie souvent la christianisation des habitants d'un village préexistant. Le territoire de la paroisse est le territoire cultivé par le village, c'est-à-dire le finage villageois. On installe un prêtre, une petite église en bois sans doute et un cimetière chrétien.

#### La mise en place de la féodalité
Au haut Moyen Âge, le royaume franc, grâce à la dynastie des Mérovingiens, suivie de la dynastie des Carolingiens, s'organise progressivement. Dans la suite de l'Empire romain, les comtés étaient gérés par  un fonctionnaire appartenant aux riches familles du royaume, représentant de son État, nommé par roi. Mais à partir du capitulaire de Coulaines en 843, les comtés deviennent héréditaires et la féodalité s'implantent durablement. Tout autour de notre région de La Boissière-du-Doré, se structurent de vastes provinces : le Poitou à partir de Poitiers, l'Anjou à partir d'Angers et la Bretagne à partir des Côtes d'Armor[pas clair]. Au contact de ces trois territoires s'organise, le comté de Nantes et la partie sud-Loire de l'actuelle Loire-Atlantique sont âprement disputés. Une frontière qui s'appelle à l'époque des "marches" entre les provinces Bretagne-Anjou-Poitou, territoire se structure progressivement. Le point de contact entre ces trois provinces se situe vers Torfou, qui est situé à 30 km de La Boissière-du-Doré.
Notre secteur a d'abord fait partie du Royaume des Wisigoths au sud Loire jusqu'en 507. Puis à la bataille de Vouillé, les Francs (dynastie des Mérovingiens) conquièrent le sud de la Loire.
La Bretagne : à l'Ouest, les Celtes de la province romaine de la Grande-Bretagne sont chassés par les invasions germaniques des Angles, des Saxons et des Jutes. Les Bretons débarquent dans le secteur des Côtes d'Armor actuelles. En Gaule, les Bretons, qui sont celtes, s'opposent aux Francs, qui sont des Germains. À la frontière entre les deux, les Francs (dynastie des Carolingiens) organisent une zone frontière nommée nommée « marche de Bretagne » ; le Comté de Nantes fait partie de cette marche franque. En 851, les Bretons s'emparent du Comté de Nantes et du Pays de Retz (comté d'Herbauges) au détriment des Francs. Mais sous l'effet des invasions vikings par la Loire (850-935), les Bretons se replient vers l'Armorique. De 914 à 937, les Vikings gouvernent Nantes. Le Comté nantais passe alors sous la protection des comtes d'Anjou. Au milieu du Xe siècle, Alain Barbetorte de Bretagne reconquière le Comté de Nantes mais sans succès durable, la famille des Comtes d'Anjou au Xe siècle, la maison de Thouars en Poitou et surtout la famille Plantagenêt d'Anjou au XIIe siècle, conquièrent le comté de Nantes. Ce n'est qu'au XIIIe siècle, le Comté de Nantes tombe définitivement dans le giron de la Bretagne.
L'Anjou : au nord, les Francs sont également menacés par les invasions vikings (Les Normands). Les Carolingiens créent donc une marche frontière en Anjou et Touraine pour s'opposer aux Bretons et aux vikings. Le roi crée le comté d'Anjou pour remercier ses guerriers. De 909 à 1203, le comté de Nantes et associé au comté d'Angers. Les comtes d'Anjou étendent petit à petit leur territoire en prenant Saumur au détriment du comté de Blois, puis en prenant le sud de la Loire jusqu'à la Sèvre nantaise (donc La Boissière-du-Doré inclus) au Xe siècle, le nord des actuelles Deux-Sèvres et au XIe siècle les Mauges au détriment du comté du Poitou. Aux XIIe et XIIIe siècles, la dynastie angevine des Plantagenêt réussit à fédérer un très vaste territoire de la Normandie à l'Aquitaine et prétend à la couronne d'Angleterre. L'Anjou devient un duché.
Le Poitou : le Poitou est héritier de la Gaule aquitaine qui était une province romaine, puis est devenu le royaume des Wisigoths au moment des invasions barbares. Après la victoire des Francs sur les Wisigoths en 507, le royaume d'Aquitaine est peu à peu rattaché au Royaume des Francs. Après la bataille de Poitiers, Charlemagne crée le comté de Poitiers en 778. La principauté des comtes de Poitiers va des Pyrénées à la Loire (donc inclus le territoire de La Boissière-du-Doré). Les comtes de Poitiers sont ducs d'Aquitaine à partir de 902 jusqu'à Aliénor d'Aquitaine (1122-1204) qui épouse Henri II Plantagenêt, duc d'Anjou. Concernant notre secteur, le Poitou a perdu une partie de son territoire dès les IXe et XIe siècles : le pays de Retz (ex pagus d'Herbauges) perdu au IXe siècle face aux Bretons et l'est de la Sèvre (ex pagus de Tiffauges) et les Mauges perdus face aux Angevins au XIe siècle.
Peu de choses très précises sur La Boissière-du-Doré sont connues. On sait néanmoins qu'en 1224, au cœur de la frontière entre la Bretagne et l'Anjou, La Boissière-du-Doré et La Remaudière ont le statut de « marche commune » (voir la section « Géographie »). Elles sont liées conjointement aux seigneuries de Champtoceaux en Anjou et du Pallet côté breton. La Boissière-du-Doré est très angevine et sa vie se fond dans celle des Mauges. La Divatte forma une frontière où le contrôle des douaniers contre la contrebande du sel est présent, puisque que la Bretagne ne taxe pas le sel alors que l'Anjou est un pays de gabelle.

#### L'hypothèse d'un fort à la Gaudinière

Le site éventuel du fort de La Gaudinière et site du logis seigneurial ancien de la Boissière-du-Doré.

Il est fait l'hypothèse de l'existence d'un fort (une palissade en bois) apparu à la fin du IXe siècle pour surveiller le passage de long de la Divatte, sur le site du village actuel de La Gaudinière (à 500 m du bourg actuel, de l'autre côté de la coulée du ruisseau de l'Aulnaie). Il aurait fait partie d'un ensemble de places fortes organisées par la châtellenie de l'Épine-Gaudin (actuel village de l'Épine sur le coteau de la Loire, en La Chapelle-Basse-Mer). La relation entre un fort sur la Boissière-du-Doré et le château de l'Épine-Gaudin est tout à fait facile par la vallée de la Divatte. Cet ensemble était une stratégie pour protéger contre les Vikings, le secteur entre la Loire, La Divatte et le Marais de Goulaine. Cette supposition est fondée sur la toponymie de « Gaudinière » en lien avec « Épine-Gaudin ». Rappelons que le château de l'Épine-Gaudin disparaît au XVe siècle, rasé comme celui de Champtoceaux appartenant à Marguerite de Clisson, à la suite de l'affaire de la trahison contre le duc Jean V de Bretagne. Les terres de ces châteaux sont confisquées et redistribuées aux vassaux dévoués de Jean V. or, au XVIe siècle, la famille de la Noue, vassale des ducs de Bretagne, possède les terres de l'Épine-Gaudin et aussi la seigneurie de la Boissière,.
Donc cette hypothèse de relation ancienne entre L'Épine-Gaudin et La Gaudinière est  tout à fait plausible. Toutefois, le logis seigneurial de La Boissière-du-Doré était situé dans le bourg actuel au lieu-dit « La Cour », de l'autre côté du ruisseau, face à la Gaudinière.

#### La révolution agricole du Moyen Âge
À partir du Xe siècle se développe dans le pays des Francs, puis dans toute l'Europe tempérée, un nouveau système agricole, rendu possible par des évolutions techniques. Ce système agraire est dit « à jachère et à culture attelée lourde ». Grâce à l'amélioration du travail des métaux, les outils de fer sont plus accessibles aux paysans, qui ont maintenant des faux pour les moissons. Les animaux ont les sabots ferrés afin qu'ils puissent travailler plus sans problème aux pattes. Mais la plus importante innovation est celle de l'attelage des animaux. On invente le joug de corne ou de nuque pour les bœufs et le collier rigide pour les chevaux. Cela décuple la puissance de traction animale et permet le développement des charrettes et tombereaux pour transporter le fumier dans les champs et transporter le foin pour le stocker l'hiver. Le bétail ayant à manger même en hiver est plus nombreux, ce qui offre plus de fumier pour fertiliser les champs et donc plus de rendements. Les rendements de céréales sont estimés à un peu moins de dix quintaux par hectare. Les animaux sont mis en stabulation l'hiver (apparition des bergeries, écuries, porcheries, étables, fenils...). Comme le troupeau est plus nombreux, les pâturages naturels et les prés de fauche pour le foin  se  développent à la place des saltus. Comme il y a plus d'animaux, il y a aussi plus de fumier et donc la jachère ne concerne plus qu'un tiers des terres cultivées (assolement triennal). Tout cela permet aussi la traction de charrue à soc métallique et favorise le défrichement de nouvelles terres. Dans toute l'Europe grâce à l'extension des terres labourées et à l'augmentation des rendements, la population augmente considérablement et les villes se développent. Les densités humaines sont estimées à environ 30 habitants par km2 pour notre climat tempéré. Cela signifie que sur le territoire actuel de la Boissière-du-Doré, cette agriculture médiévale pouvait nourrir environ 280 personnes.

### Temps modernes

#### Le château de La Cour

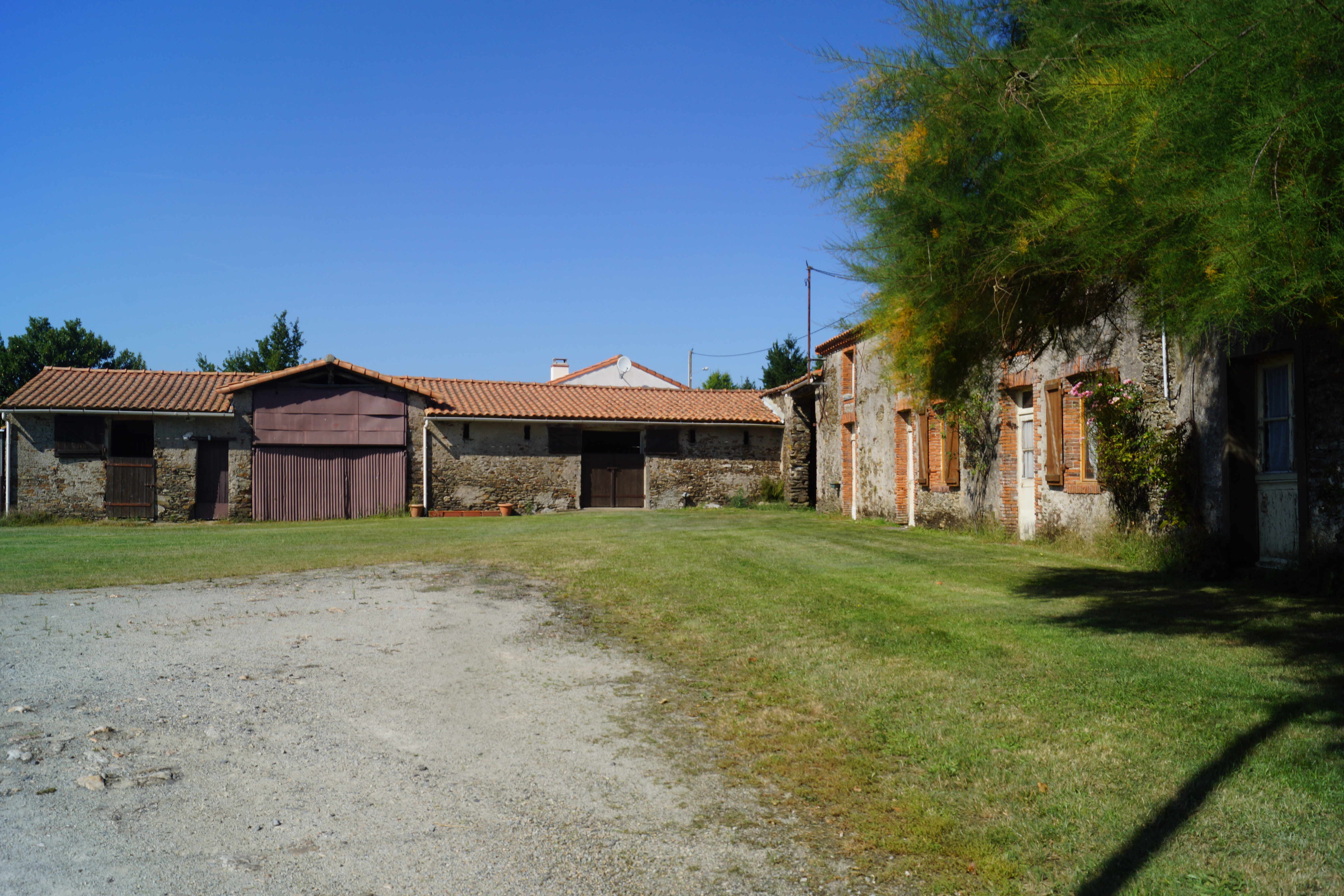
La ferme de la cour

Un logis seigneurial existait au XVe siècle et probablement avant. Il se situait dans le bourg actuel, près de l'église, dans le secteur appelé encore « La Cour ». Il ne reste aujourd'hui que les anciens bâtiments d'une ferme qui n'est plus en activité. Le château était localisé en haut du versant de la vallée de la Divatte. Ce n'était pas une énorme forteresse, mais un simple logis, centre d'un domaine foncier sur lequel étaient établis les droits féodaux.
Voici la description tardive du vieux logis seigneurial lors d'un inventaire de 1746 : « Le château et le manoir seigneurial situé à l'issue du bourg de ladite paroisse de Saint-Pierre-de-la-Boessière, composé d'un grand corps de bâtiments avec deux tours aux deux extrémités, une petite cour au devant avec deux pavillons aux deux bouts servant de logements ; Lesdits corps de logis sont entourés de douves et se ferment par un pont-levis. Au-devant dudit pont se trouve une grande basse cour entourée de murs : elle renferme les pressoirs, celliers, magasins et écuries avec l'emplacement d'un vieux colombier. Derrière le logis est situé le jardin avec le verger, et au-delà de la douve, une grande prairie. Le tout est d'une contenance de quatre journaux et demi-tiers de journal de terre (soit environ 2 hectares de surface) ». Sur le cadastre de 1808 (voir carte ci-jointe) (cadastre : feuille A3, parcelle no 482), on aperçoit encore un corps du logis mais sans tours, on voit également la petite cour devant et les deux petits pavillons carrés. Entre ces deux petits bâtiments, il y a peut-être encore une douve. Tous ces éléments ont totalement disparu sur le cadastre de 1932. Ce qui restait du logis féodal a été détruit (on a réutilisé ou vendu les pierres pour d'autres constructions), on lui préfère quelques centaines de mètres plus loin un nouvel et élégant manoir de style classique. Seule la grande basse-cour reste (parcelle no 513), une mare marque sans doute l'emplacement des anciennes douves. À la place de la grande basse-cour est une métairie appelée « La cour », avec logement, étable, magasins divers et un four à pain (cf photo). Cette exploitation agricole fonctionne jusque dans les années 1970. Les vieux bâtiments sont abandonnés dans le dernier tiers du XXe siècle, le dernier agriculteur ayant construit sa maison d'habitation contemporaine, sur le lieu même de l'ancien logis médiéval. Selon la mémoire vivante de la famille Fleurance, lors de la construction de cette maison en 1965, l'agriculteur redécouvre les douves du vieux logis féodal.

#### Le château actuel ou grand logis
C'est probablement au XVIIIe siècle, que le vieux logis seigneurial est abandonné pour « le château » actuel dans le bourg de la Boissière-du-Doré, qui est un manoir « récent » de style architectural classique avec des ouvertures encadrées de pierre de tuffeau, caractéristique du style nantais et des « folies nantaises » (maisons de plaisance de la riche bourgeoisie nantaise autour de la ville). Ce château devient alors le nouveau centre du domaine foncier agricole de la seigneurie de la Boissière. Il est situé le long de la rue d'Ancenis (feuille A3, parcelle no 696 du cadastre Napoléon de 1808). Au XIXe siècle, le manoir a été remanié par la famille François-Saint-Maur qui a ajouté un fronton à ses armoiries et fait construire de vastes écuries face au manoir, sur la route d'Ancenis (cf photo).

#### Les propriétaires successifs du château et des terres de la Boissière-du-Doré
La seigneurie et le logis de La Boissière n'ont pas été pas la possession d'une seule famille locale, l'ensemble est régulièrement vendu par des propriétaires qui n'y vivent que rarement. On identifie six ou sept familles entre le XVe et le XIXe siècle. Voici la liste des propriétaires successifs
Un inventaire de 1456 montre que le château et la seigneurie de la Boissière appartiennent alors à Maurice de La Noë ou de la Noue. Elle possède de nombreux fiefs dans les environs (l'Épine-Gaudin à La Chapelle Basse-Mer, au Loroux-Bottereau, La Gascherie à La Chapelle-sur-Erdre…). Maurice de la Noue décède en 1462, la seigneurie va en héritage à Olivier de la Noue ; puis Françoise de la Noue épouse de Guillaume de Malestroit ; puis François de la Noue ; François de la Noue fils ; puis le petit fils François de la Noue dit « Bras de fer » (1531-1591), militaire de François Ier puis d'Henri II. Il se convertit au protestantisme vers 1558, dans le contexte des guerres de religion qui ravagent toute la France et particulièrement le Poitou grand foyer protestant. Il apparaît que la famille de La Noue, à travers Bonaventure Lespervier (mère de « Bras de fer »), semble vivre à Angers et loue la seigneurie de La Boissière dès 1548 à Maurice Salleau et Pierre Merceron, qui sont marchands de la Trinité à Clisson (le bail est en ligne), ainsi que d'autres terres sur l'Épine-Gaudin (bail en ligne). En 1571, François La Noue « Bras de fer » vend la seigneurie de La Boissière à Maurice Salleau et sa femme.
Elle change ensuite de famille en 1590, elle appartient à Pierre Pérotin puis à Gilette Pérotin sa fille.
En 1607, elle est de nouveau vendue et achetée par Suzanne Beaucé épouse de Louis Pantin de la Hamelière de Landemont ; elle passe à leur fille Suzanne Pantin de la Hamelière, épouse de Hector de la Court Bellière ; puis Renée de la Court, sa fille, épouse d'Hector de Gemmes ; et enfin à Hector de Gemmes leur fils. De là vient le nom du vieux logis de la Boissière qui s'appelait « château de la Cour Bellière » ou « château de la Cour ». La Bellière peut venir de 2 origines possibles : un hôtel seigneurial de la Bellière existait à Saint-Florent-le-Vieil et un château de la Bellière existait également sur Saint-Pierre-Montlimart en Anjou. Les mines de la Bellière sont des mines d'or exploitées dès l'Antiquité jusqu'en 1954 à Saint-Pierre-Montlimart.
En 1690, la seigneurie de la Boissière est vendue à Sidrack de Chambellé, militaire sergent royal et notaire du marquisat de Blain, seigneur de l'Aujardière en La Remaudière et de la Cour Bellière à La Boissière-du-Doré, propriétaire également du château de Chalonge à Héric ; puis son neveu Pierre de Chambellé, capitaine, vivant à Héric ; puis Jacques de Chambellé, (frère du précédent) ; puis en 1742 Pierre de Chambellé (fils de Jacques) ; puis à partir de 1786 aux deux fils de Pierre, Pierre-Louis de Chambellé et Étienne-Maurille de Chambellé. Le vieux logis médiéval est abandonné au profit d'un nouveau manoir, de style néo-classique tel qu'on en voit à Nantes, il est construit 200 mètres. plus loin le long de l'actuelle rue d'Ancenis. À la Révolution française, les droits féodaux sont supprimés, mais les châteaux et la propriété des terres restent.
À la mort de Pierre-Louis de Chambellé, en 1838, la propriété est vendue à Théophile Bureau de la Gaudinière (1806-1891) né et décédé à Nantes. Cette famille descend des Bureau des Nouelles (généalogie des Bureau p. 13). L'arrière grand-père de Théophile, Sébastien Bureau est né à la Boissière en 1701, et est le premier à prendre le titre de sieur de la Gaudinière, un village de la paroisse. Cette famille Bureau sont écuyers, échevins de la ville de Nantes, juges ou avocats et aussi négociants du port de Nantes. Ils sont attachés également au Loroux-Bottereau. Ce sont de grands bourgeois anoblis semble-t-il en 1705. Au début du XIXe siècle, Théophile Bureau de la Gaudinière vit régulièrement à La Boissière, comme le montre un différend juridique avec le conseil de fabrique (conseil paroissial) au sujet de son refus de payer ses bancs dans l'église.
À la mort de Théophile Bureau de la Gaudinière, célibataire sans descendance, le domaine va à sa nièce, via sa sœur Octavie Bureau de la Gaudinière (1809-1887), épouse de Charles Besnard de la Giraudais, avocat né à Tarbes, famille qui possède également le domaine et le logis médiéval de l'Aujardière sur La Remaudière (commune voisine) et le manoir de la Charaudière sur la paroisse de Barbechat. Octavie Besnard de la Giraudais (1829-1884) épouse Eustache François-Saint-Maur (1825-1901) avocat de Pau. Ils eurent six enfants : Louise (1854-1937), René (1856-1879), Marie, Édouard (1860-1883), Noémi (1862-1882) et Charles (1869-1949). Leur fille aînée, Louise, épouse un armateur nantais Charles Le Cour Grandmaison et cette famille semble vivre temporairement à La Boissière-du-Doré pendant la guerre 1914-18, comme en témoigne la liste des mobilisés de la commune où figurent les fils Le Cour Grandmaison, notamment Didier mort pour la France. Toutefois, par la suite, le domaine de la Boissière échoit à Charles François-Saint-Maur (1869-1949). Charles est avocat à Paris où il vit l'essentiel de l'année, puis enseignant en Droit à l'Université catholique d'Angers. Il est élu et réélu sénateur, de 1920 à 1941, et maire de la commune de 1900 à 1940. À sa mort, en 1949, le domaine est dévolu à Hélène François-Saint-Maur (1900-1985) , fille cadette de Charles, elle-même maire de la commune pendant un mandat. Hélène François-Saint-Maur passe toute sa vie dans le manoir de La Boissière-du-Doré ; elle reste célibataire. À sa mort, en 1985, le domaine foncier est totalement démantelé par ses héritiers qui ne résidaient pas dans la région : les terres agricoles sont vendues aux agriculteurs qui les louent et le château vendu. Ainsi disparaît ce qui restait du domaine foncier de la seigneurie de La Boissière.

#### Le logis de La Péquinière
Il existe un deuxième château à La Boissière-du-Doré, également centre d'un important domaine foncier : il s'agit de La Péquinière. Le château de la Péquinière est isolé sur le plateau à 2,7 km à l'est du bourg de La Boissière-du-Doré, en direction du Doré. Il appartenait à la famille Barbier du Doré, leur château éponyme se situe dans le petit bourg du Doré (Le Doré est une petite paroisse voisine, intégrée à la commune du Puiset-Doré, puis depuis 2016 à la commune nouvelle de Montrevault-sur-Évre). La famille Barbier est une famille de militaires de l'armée royale. À la fin du XVIIIe siècle, Jacques-Joachim Barbier, écuyer, est dit "seigneur de la Peignerie" (village de la Boissière-du-Doré). C'est son fils Jacques René Barbier (1776-1856) qui ajoute le nom de leur terre à leur patronyme et deviennent la famille Barbier du Doré. Selon l'histoire de la famille Sarrazin, il est dit que la famille fut anoblie sous Louis XV pour leur fidélité à la monarchie. Selon la liste des familles nobles de Bretagne, elle aurait été anoblie de nouveau en 1818 au moment de la restauration de la monarchie. La famille participe aux Guerres de Vendée. Au début du XIXe siècle, Arthur Barbier du Doré (1795-1868) époux de Jeanne Valérie Onffroy de Verez (1815-1876), vivait à La Péquinière. Il fut capitaine de régiment de l'armée royale et démissionna de l'armée lors de la révolution de 1830 qui entraîne l'abdication du roi Charles X et le retour de la République, car il était monarchiste. Il participe d'ailleurs activement au soulèvement organisée par la Duchesse du Berry pour rétablir la monarchie en 1832. Il fut le maire de la Boissière-du-Doré de 1848 à 1852. Il est mort en 1868, dans le département de l'Indre. 

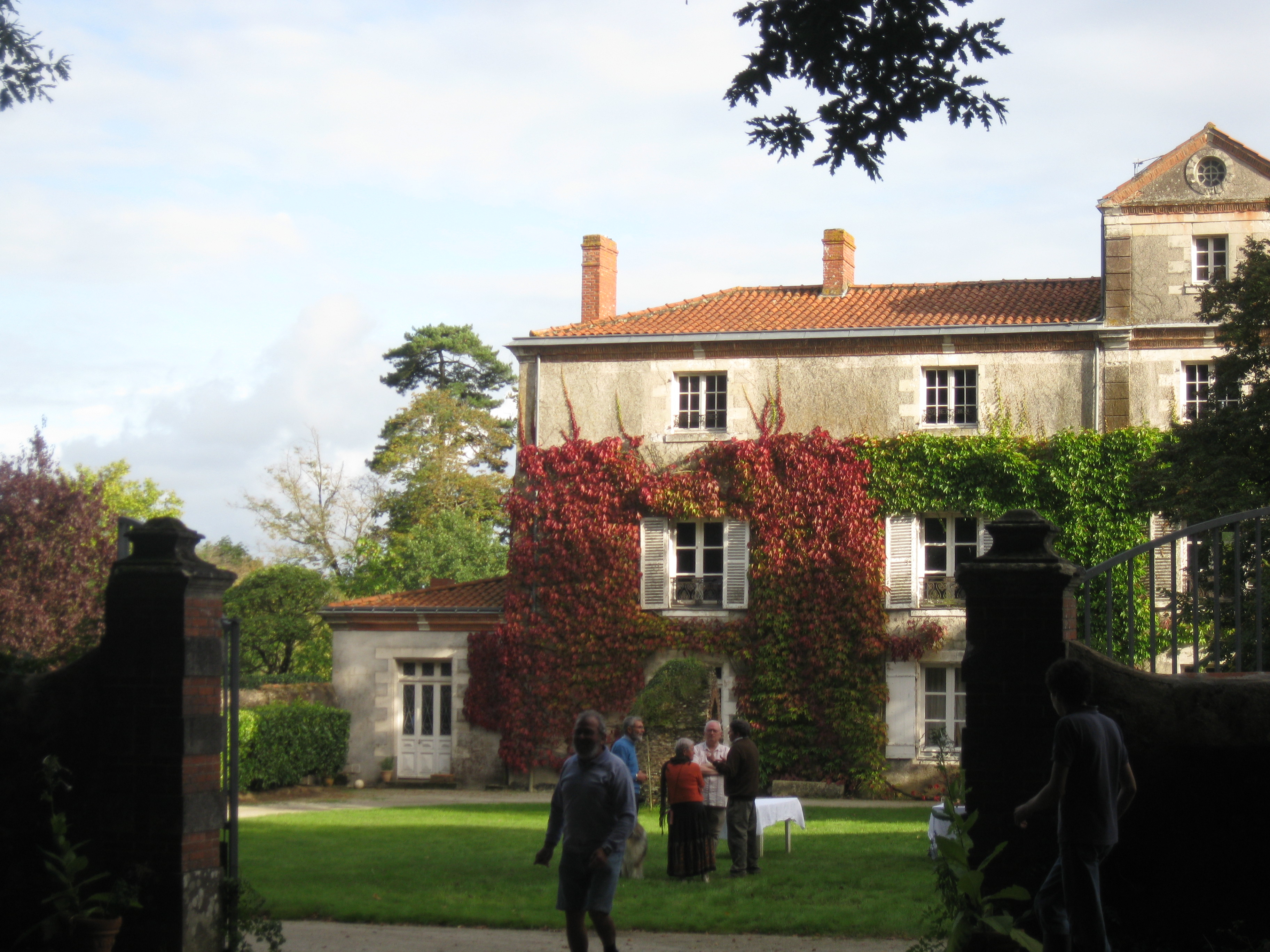
Le logis de la Péquinière

En 1868, à la mort d'Arthur Barbier du Doré, le château de La Péquinière et les métairies associées sont vendus à la famille Panneton, négociants de café du port de Nantes, qui possédait déjà depuis le début du siècle, dans le bourg de La Boissière-du-Doré, un important logis (situé le long de la rue d'Ancenis, à l'actuel no 7) et plusieurs métairies au nord de la commune. La famille Panneton quitte alors le logis du bourg  pour emménager au château de La Péquinière. Le logis du bourg est occupé alors par leur régisseur qui gère les affaires en leur absence ; les Pannetons vivent principalement sur Nantes. Deux membres de cette famille, François-Aimé et son petit-fils Gorges, figurent parmi les maires de la commune. Dans les années 1960, la petite fille de Georges Panneton, Henriette Brossaud de Juigné épouse de Louis Costa de Beauregard, vend le logis à la famille Boreau de Roincé, les terres et bâtiments agricoles sont vendus aux agriculteurs.

### XVIIIesiècle
En octobre 1708, lorsque débute le « Grand hiver » 1708-1709 (qui fit selon l'historien Leroy-Ladurie, 650 000 morts de froid et de faim en France), le père Louis-Marie Grignion de Montfort, prédicateur reconnu comme un saint de son vivant, est venu en mission d'évangélisation à La Boissière-du-Doré, Vallet et La Remaudière. La mémoire vivante des habitants de la Boissière-du-Doré en garde trace jusqu'à ce jour : on dit que le saint protégea la paroisse « de la rage et de l'orage » et qu'il passa la nuit dans une maison dite « maison de la Providence » (détruite en 2014), face à l'église, au no 3 sur la route de Vallet. C'est pourquoi on trouve une statue du saint dans l'église, une croix dite de Montfort dans le bourg, et que la salle municipale, ex-salle paroissiale, se nomme la salle Montfort. Louis Pérouas dans son livre souligne comment ce prédicateur est apprécié sur le territoire de la Vendée choletaise. Louis-Marie Grignon de Montfort est d'ailleurs enterré au cœur de ce territoire à Saint-Laurent-sur-Sèvre, où est implantée une importante communauté religieuse.

### Révolution française et guerre civile
La Boissière-du-Doré fait partie de la Vendée militaire, ce territoire est aujourd'hui éclaté entre quatre départements et deux régions administratives : l'ensemble sud de la Loire-Atlantique, les deux-tiers nord de la Vendée, Les Mauges au sud-ouest du Maine-et-Loire et le nord des Deux-Sèvres. La Vendée militaire est un territoire situé au point de confluence entre trois grandes aires culturelles régionales extérieures (Bretagne, Anjou, Poitou). Ce territoire de contact est homogène sur le plan socio-culturel. Il a montré son unité au moment de la Révolution française en organisant une vaste armée dite « La Grande Armée Catholique et Royale » pour s'opposer à la Première République et la Terreur.
Le traumatisme de ces sanglantes guerres de Vendée, appelées dans la région « La Grande Guerre », est très important car c'est le seul moment où des combats ont lieu sur le territoire local. Il forme encore aujourd'hui le fondement de l'unité sociale et économique de cette région d'industrie rurale.

#### Mars 1793, la guerre civile éclate entre les Boissièriens
En 1789, la population de la Boissière-du-Doré est favorable au changement comme le prouvent les cahiers de doléances communaux. Mais la constitution civile du clergé qui soumet les prêtres à l'État, la question de la propriété de la terre, l'enrôlement des hommes dans une armée nationale en 1793 font basculer dans l'opposition les populations de l'Ouest. Au début de 1793, comme partout dans la région, la population de la paroisse de la Boissière se révolte contre les commissaires révolutionnaires du district de Clisson. Cet événement marque le début des guerres de Vendée.
La guerre civile éclate entre les habitants de la Boissière eux-mêmes. Malheur à ceux qui osent encore soutenir la Révolution. 18 Boissièriens avaient été nommés au conseil municipal par le commissaire révolutionnaire du nouveau district de Clisson. Il s'agissait de « patriotes » favorables aux idées de la Révolution. Sur ces dix-huit conseillers municipaux et deux employés municipaux, huit sont tués en mars 1793). Tous ces hommes étaient de La Boissière, ils avaient participé au conseil de fabrique de la paroisse et avaient été marguilliers. Ils avaient participé à la rédaction des cahiers de doléances de la commune. Ils savaient signer et faisaient plutôt partie des notables de la commune. Les douze autres membres de la municipalité fuient probablement avec toute leur famille se réfugier à Nantes, ville restée aux mains des partisans de la République.
À partir de ce moment-là, la population de la Boissière est hostile à la Révolution. De nombreux livres expliquent les motivations de ces artisans et paysans à s'opposer à la Révolution,,. Outre la question religieuse et la conscription militaire des hommes qui déclenchent la révolte, notons un élément important : la propriété de la terre qui passe de l'aristocratie à la bourgeoisie, sans intérêt pour la paysannerie. Notons également que le statut de marche frontalière entre Bretagne et Anjou avait quelques privilèges officiels pour les marchetons, et aussi quelques avantages officieux, notamment celui du commerce illégal du sel. L'abrogation des marches avait sans doute ôté des revenus aux populations.

#### Les Boissièriens dans la Grande armée de la Vendée
En 1793, la Vendée contre-révolutionnaire se structure autour de quatre armées (Anjou, Poitou, Centre, Marais) qui se coordonnent. Une soixantaine d’hommes de la Boissière se seraient engagés dans cette « Grande Armée » (54 noms sont connus) en participant à l'armée d'Anjou commandée par Bonchamps. Parmi eux, dix ont moins de 20 ans et sept ont plus de 40 ans. Ces soixante hommes représentent 30 % des chefs de familles des 200 ménages de l’époque, pour une population estimée à 789 habitants en 1790. Ils rejoignent la division du Fief-Sauvin. Ils combattent sous les ordres de Charles de Bonchamps, puis de Jean-Nicolas Stofflet. Quelques-uns combattent pour François Charrette (Armée des Marais) et Henri de La Rochejaquelein. Une dizaine d'habitants de La Boissière font la virée de galerne ou « virée d'outre-Loire » jusqu’à Grandville. Parmi ces soixante hommes, on compte dix morts et une dizaine de blessés.

#### Mars 1794, La Boissière à feu et à sang
Après une succession de victoires, l'armée de la Vendée connaît fin 1793 d'importants revers. Les forces républicaines décident alors d'éradiquer la révolte des « brigands de la Vendée » (ainsi nommé par l'État) en prenant en tenaille la région de tous les côtés, avec onze armées dites les colonnes infernales. Ces armées « de l'enfer » s'abattent sur la Vendée militaire commettant de nombreux viols, crimes de guerre et d'effroyables actes de barbarie. Au début de 1794, la région est à feu et à sang. À la Boissière, début mars, un vieil homme est tué et deux femmes de 25 et 60 ans sont enlevées. On les retrouve mortes, l'une à Gesté et l'autre au Doré. Le 17 mars, le passage de la 9e colonne infernale qui ravage alors toutes les communes des environs, laisse derrière elle 49 cadavres : cinq ont moins de deux ans, dix victimes ont entre 2 et 11 ans, 4 sont adolescents, 17 sont adultes et 12 ont plus de 60 ans.
Le bourg et surtout les villages des Coins, La Barbotière, Le Buisson, La Haute-Gretelière, Le Gas-Hubert (onze villageois tués), La Huberdrie, La Coupaudière, Les Tuileries, La Rogerie (huit tués) sont touchés. La Géraudière et L’Aubinière en partie, furent incendiés, ainsi que le moulin de La Hérie. Les corps des victimes sont enterrés dans une fosse commune avec un calvaire implanté en 1835, qui se trouve aujourd'hui sous l’église actuelle refaite en 1899.

### Époque contemporaine

#### Les révolutions contemporaines de l'agriculture
À la Boissière-du-Doré, comme ailleurs en Europe occidentale, deux révolutions agricoles marquent l'époque contemporaine.
La première révolution agricole contemporaine a lieu progressivement à partir du XVIe siècle, en France elle se généralise au XIXe siècle après la Révolution : c'est la fin de la jachère. Comment supprimer la jachère ? L'idée est la suivante : cultiver la nourriture pour le bétail ! Avant les animaux n'étaient nourris que par l'herbe poussant naturellement. À partir de ce moment les paysans européens se mettent à cultiver des fourrages pour alimenter plus d'animaux : maïs, choux, betteraves, ray-grass, trèfle... Plus de bétail = plus de fumier = plus de fertilité et donc pas besoin de mettre en jachère. Le bétail est multiplié par deux, deux fois plus de viande, de lait, de cuir, de fumier, etc. Toutes les surfaces agricoles sont cultivées. La population augmente considérablement et les abondants surplus nourrissent les villes et les ouvriers. Cette révolution agricole est une révolution juridique sur les droits de la terre. Toutes les pratiques collectives sont supprimées : droit de vaîne pâture, droit de glanage, ban des moissons... C'est aussi la suppression des saltus collectifs (terres incultes de landes et de marais). Ces terres collectives (nommés aussi les communs) sont partagées et vendues au plus offrant. La bourgeoisie achète ces terres et les mette en location sous forme de métairies. Cette agriculture peut nourrir jusqu'à 120 habitants au km2, c'est pourquoi la population de la Boissière-du-Doré dépasse à cette époque 800 habitants tout en vendant une partie de sa production vers les villes des environs (marché au bestiaux d'Ancenis, de Clisson, etc).
La deuxième révolution agricole contemporaine a lieu en Europe occidentale après la Seconde Guerre mondiale (1939-45). C'est une révolution technique qu'on peu résumer en quelques mots : motorisation (invention du tracteur), mécanisation, chimisation massive, sélection scientifique des plantes et des animaux, spécialisation des exploitations. Cette révolution agricole doit naissance à l'agriculture telle que nous pouvons la voir aujourd'hui. La Boissière-du-Doré possède quelques vignes en bordure de l'appellation Muscadet de Sèvre et Maine. Les exploitations agricoles sont également spécialisées dans l'élevage bovin, tantôt pour le lait (race Prim Holstein), tantôt pour la viande (race charolaise). Le nombre d'exploitations agricoles a fortement diminué à La Boissière-du-Doré et le nombre des populations agricoles s'est réduit brutalement en une génération.

#### L'électrification
L'électricité est installée à La Boissière-du-Doré en 1926. Les enfants se disputaient le privilège d'allumer ou d'éteindre la lumière tant cela leur paraissaient extraordinaire.

#### Projet de voie ferrée
Entre 1899 et 1947, le train dit "Le Petit Anjou" passait à proximité de La Boissière-du-Doré, avec la gare de l'Énaudière sur La Remaudière et une gare à Landemont. Sur le cadastre de 1932 (planche A1), un projet de voie départementale de chemin de fer Nantes-Cholet, traverse la commune aux lieux-dits La Piltière et La Coupaudière. Il s'agit sans doute d'un projet d'amélioration de la ligne du Petit Anjou. Ce projet n'a jamais vu le jour. Après la Seconde Guerre mondiale, le choix est fait de favoriser l'automobile. Les petits trains de campagne et tramways de ville sont supprimés.

#### Les  guerres
La Boissière-du-Doré est marquée par les conflits qui ensanglantent la France en 1870, entre 1914 et 1918, entre 1939 et 1945 et au cours de la Guerre d'Algérie.

#### Les calvaires ou l'histoire intime des familles
La Boissière-du-Doré, comme les Mauges, est une commune d'une grande piété. Outre le monument aux morts érigé en 1930, La Boissière-du-Doré compte 17 calvaires.
Ce sont des signes religieux (croix, statues, grottes mariales, qui représentent parfois la Vierge, le Christ, un ange, des éléments de la nature) placés le long des routes. Ils sont familiaux ou appartiennent à un village. Sur ce territoire des Mauges tardivement très catholique, ils expriment l'histoire intime des gens. Peu sont très anciens, faute probablement de conservation. La croix du Rosaire devant la mairie était de la fin du XVIIe siècle, elle a été détruite au cours de travaux dans les années 1970. La croix de Montfort originale qui marque le souvenir du passage de Louis-Maris Grignon de Montfort datait de 1708. En bois et très abîmée, elle a été découpée et partagée entre les paroissiens telle une relique. La croix actuelle en béton est donc plus récente. Plusieurs calvaires datent de la seconde moitié du XIXe siècle. C'est le cas des trois belles statues sur colonne, sculptées par Joseph Vallet et placées autour du bourg : Notre-Dame de Lourdes à l'entrée du bourg sur la route de la Remaudière, saint Joseph à la sortie du bourg en direction de Saint-Laurent-des-Autels et le Christ au Sacré-Cœur sur la route du Doré. Une autre partie des calvaires datent du XXe siècle et en particulier des années 1940-1950. Ce sont des monuments de mémoire collective et familiale : celui de la Hérie fut érigé par des parents en souvenir de leurs deux fils morts à la guerre de 1914-18. Ce sont aussi des ex-voto : celui de La Brunetière est le remerciement d'un mari pour la survie de sa jeune femme ayant failli mourir en couches, comme ses deux jumelles. Le calvaire de la Brégeonnière fut construit par tout le village pour remercier du retour de tous les hommes après la guerre de 1939-45. Un autre marque la gratitude de parents pour le retour d'un fils de la guerre d'Algérie. Ces lieux étaient des lieux étapes (les reposoirs) aux moments des processions religieuses de la paroisse. Ainsi, la Fête-Dieu, en juin, étaient l'occasion de décorer les calvaires et les chemins y menant, par des fleurs et des dessins faits à la sciure colorée (ceux-ci ne sont pas sans rappeler la pratique spirituelle des mandalas de sable tibétains). Chacun décorait alors le seuil de sa maison et de véritables compétitions s'organisaient entre rues et entre villages. Ces belles fêtes traditionnelles ont perduré jusqu'à la fin des années 1960.

#### Enseignement et écoles
La commune de La Boissière-du-Doré compte actuellement une école publique maternelle et élémentaire, nommé « école Pierre Gripari ». Cette école est près de la mairie.
Parmi les victimes de la Révolution on trouve déjà une religieuse institutrice sur la paroisse. La Boissière-du-Doré est localisée dans une région où l'enseignement catholique est très important. La bataille entre enseignement public et catholique est visible du milieu du XIXe siècle au milieu du XXe siècle. En 1825, l'abbé Lenormand curé de la paroisse assure des cours à une classe de garçons. Une école catholique de garçons, attachée à l'ordre des Frères de Saint-Gabriel, est créée en 1833. En parallèle et malgré l'opposition du curé, en 1833, une demande est faite pour obtenir une école communale publique pour les garçons. En 1836 un instituteur arrive. À partir de 1839, l'instituteur fait des cours du soir pour adultes, car beaucoup sont illettrés. En 1852, deux sœurs de la congrégation de la Providence de la Pommeraye (49) s'installent pour enseigner aux filles, à la suite d'une donation du Sieur Pavageau,. En 1867, on construit une nouvelle mairie au sein de laquelle s'intègre une école publique de garçons (pour 60 élèves). Sans doute du fait de la concurrence, l'école privée catholique des garçons ferme en 1872. En 1868, une nouvelle école privée est reconstruite pour les filles (de 60 élèves) au no 12 de la rue de la Châterie. Rappelons que l'école publique, gratuite et obligatoire est votée par l'État en 1882 seulement. En 1885, l'école publique de garçons compte 115 élèves dont 67 sont de la Boissière, d'autres viennent de la Remaudière.
La séparation de l'Église et de l'État, votée en 1905, fait grands remous. Elle est précédée de l'interdiction de l'enseignement par les congrégations. En juillet 1904, les gendarmes se présentent pour fermer l'école privée des filles. Une école publique de filles est créée. Mais dans cette région très catholique, seulement huit filles y vont. Cette école publique de filles survivra toutefois jusqu'en 1922, on y trouve notamment la fille du facteur et d'autres représentants de l'État. Dès 1906, l'école privée des filles rouvre ses portes. En 1967, lorsque les effectifs scolaires sont au plus bas, l'école privée des filles ferme ses portes. Le choix est ainsi fait : la Boissière-de-Doré garde l'école publique, tandis que la commune voisine La Remaudière conserve l'école privée. La construction de l'actuelle école publique mixte, maternelle et élémentaire date de cette époque.

#### Le maintien tardif de la bourgeoisie foncière
À la Boissière-du-Doré, on n'observe à partir du XIVe siècle des familles bourgeoises de militaires (écuyer, sénéchal...), exerçant le droit (avocat, juge, notaire...) parfois anoblies et des familles de marchands négociant dans le port de Nantes, qui possèdent des terres de La Boissière et ailleurs dans la région. Ces familles sont les Goguet, Chambellé, Barbier, Bureau, Besnard, Panneton, François-Saint-Maur... Comme J. Renard l'a décrit pour l'ensemble des campagnes nantaises, vendéennes et choletaises, à La Boissière-du-Doré, jusqu'au dernier tiers du XXe siècle, quelques familles bourgeoises possédaient la quasi-totalité des terres agricoles de la commune et vivaient de leur rente, c'est-à-dire de la location de ces terres aux paysans. Une fois l'an, les paysans payaient leur métayage (part de la récolte) ou leur fermage (loyer fixe en argent). Les propriétaires vivaient dans des « logis » parfois nommés « châteaux » qui étaient le centre du domaine foncier. Leur pouvoir économique s'exprimait aussi politiquement par la charge de maire qu'ils occupaient souvent.
Selon J.-C. Pinson, en 1857, trois propriétaires possèdent l'essentiel des terres agricoles communales, la famille Bureau de la Gaudinière résidant au château dans le bourg (voir son histoire ci-dessus), François-Aimé Panneton et Arthur Barbier du Doré résidant alors au château de la Péquinière (voir son histoire ci-dessus). Les Bureau de la Gaudinière possèdent les terres aux environs du bourg : métairies de la Cour, des Croix, l'Aulnaie, la Gaudinière. La famille Panneton possède le nord de la commune : métairies de la Piltière, la Coupaudière, la Huberdrie. La famille Barbier du Doré possède l'est du plateau vers le Doré leur fief : métairies de la Péquinière, la Peignerie, La Bobinière et le Carteron. À la fin du XIXe siècle, les propriétés des Bureau de la Gaudinière passent par mariage à la famille François-Saint-Maur.
La famille Panneton (et Cesbron de la Guérinière) est originaire de Saint-Florent-le-Vieil. Ils font fortune à Nantes dans le négoce du café. François-Aimé Panneton (1789-1842) et sa femme Eulalie Cesbron de la Guérinière (1802-1859), qui vivent principalement à la Hallée à Chantenay dans le port de Nantes, ont quelques possessions sur la Boissière-du-Doré au début du XIXe siècle. Les propriétés de la Boissière-du-Doré échoient à René Panneton. En 1868, François-Ernest Panneton (1824-?) rachète les biens de la famille Barbier du Doré et devient le plus important propriétaire foncier de la commune. En 1929, George Panneton (1853-1931) et sa femme Juliette Levesque qui vivent principalement Place Delorme à Nantes font donation à leur petite fille Henriette Costa de Beauregard du château de la Péquinière, ainsi qu'un logis dans le bourg, deux fermes à la Péquinière de 25 hectares chacune plus les bâtiments, une ferme à la Rogerie (10 ha), deux fermes à la Barbottière de 75 et 25 hectares, une autre au Carteron (35 ha), à la petite Brunetière (20 ha), deux fermes à la Huberdrie de 20 ha chacune, une ferme à la Berthelière de 32 ha, une ferme à La Giraudière de 12 ha, une autre aux Coins de 11 hectares, plus des terrains épars qui débordent sur Saint-Christophe-la-Couperie la commune voisine. Au total, le couple Panneton possède à La Boissière-du-Doré : deux logis, une douzaine de fermes et 286 hectares de terres soit 30 % des terres de la commune. Ils lui lèguent également des possessions agricoles en Vendée : une ferme sur la Barre-de-Mont (28 ha), une autre à Saint-Urbain (103 ha). À cela, il convient d'ajouter les propriétés nantaises.
Ces deux principaux domaines fonciers, Panneton et François-Saint-Maur, sont vendus dans les années 1960 pour le premier et 1985 pour le second et il n'en reste rien aujourd'hui.
L'ensemble des membres de ces familles ont occupé le siège de maire la moitié du temps, en alternance avec des artisans (voir la liste des maires ci-dessous). Les rapports sociaux entre les propriétaires fonciers et les métayers étaient des rapports de domination. La mémoire vivante des agriculteurs de la commune se souvient que les fermiers devaient faire les vendanges de leur propriétaire sans rétribution ; il s'agissait d'une sorte de corvée. Dans sa thèse d'État, Jean Renard confirme la persistance, malgré leur abolition au moment de la Révolution, de ce type de corvées en nature (vendanges, travaux de peinture...) dans la région nantaise jusque vers 1965. Les propriétaires refusaient sauf nécessité absolue, de faire des travaux dans les fermes qui gardèrent longtemps un sol en terre battue et pas de WC à part l'étable. Le vrai confort ne s'est développé dans les maisons agricoles que lorsque les agriculteurs ont pu racheter leurs fermes dans les années 1960-80. Jusqu'à la Seconde Guerre mondiale, les métayers devaient s'incliner pour saluer leur propriétaire et parfois même au XIXe siècle mettre un genou à terre en signe de déférence. Même avec les artisans, les propriétaires fonciers imposaient leur domination en pratiquant par exemple le paiement de leurs travaux une fois par an seulement. Il faut donc imaginer que, alors que tous leurs autres clients payaient à la fin du chantier, de modestes artisans (maçons, menuisiers, etc) avançaient l'argent pour acheter les matériaux et faisant des travaux dans les maisons les plus riches de la commune, pour n'être payés que plusieurs mois à presque un an plus tard.
Cette hiérarchie sociale s'exprimait jusque dans le placement lors des offices, dans la propriété de chaises dans l'église, dans les baptêmes de cloches où ces familles sont systématiquement parrains et marraines. La mémoire vivante raconte qu'un artisan maçon eut une fille en janvier 1946. En raison du froid vif elle ne fut pas baptisée dans les trois jours comme c'était la règle, et pour cela le curé refusa de sonner les cloches le jour du baptême. Au printemps suivant, la famille François-Saint-Maur vint dans son château de la Boissière-du-Doré pour fêter un baptême et bien que l'enfant eût bien plus de trois jours, les cloches sonnèrent à toute volée. L'artisan maçon, choqué de l'injustice, refusa que les cloches sonnent pour le baptême de ses autres enfants. Il faut rappeler que jusque dans les années 1950, une fois par an, mesdames Panneton et François-Saint-Maur rendaient visite à l'école des filles, qui était une école catholique : les petites filles présentaient alors des danses et récitaient des poèmes. À cette même époque, le curé exigeait que ces paroissiens qui étaient absents un dimanche (car ils allaient à la pêche aux moules à la mer ou chez des parents) fassent tamponner un papier certifiant qu'ils étaient bien allés à la messe dans la paroisse où ils se déplaçaient (souvenir de Boissièriens).
Ici comme ailleurs dans l'Ouest, les cadres traditionnels (les propriétaires fonciers et l'Église en tant qu'institution) perdent leur pouvoir dans le tournant des années 1960. Il est intéressant de noter que l'effondrement de ces pouvoirs traditionnels coïncide avec le développement d'un nouveau pouvoir économique : celui des entrepreneurs,.

#### L'essor des entrepreneurs de la nébuleuse industrielle choletaise
Dans les années 1960, La Boissière-du-Doré s'inscrit dans la grande nébuleuse d'industries rurales que l'on trouve en Vendée et dans le Choletais (pays de la ville de Cholet). Cette concentration d'industrie rurale, tout à fait exceptionnelle en France, correspond à la zone contre-révolutionnaire de la Vendée militaire. Dans les Mauges, près de La Boissière-du-Doré se développe en particulier une importante industrie de la chaussure (40 % de la production nationale en 1970), (marques Eram, Bopy, La Fourmi) et du textile (marque Jean Bourget à La Chaussaire). Dans les années 1960-1970, beaucoup de jeunes filles de La Boissière-du-Doré travaillent dans ces usines des Mauges. Elle y vont en mobylettes ou par les cars des usines. C'est pour ces filles de paysans et d'artisans, un moment d'émancipation. En général, le mariage et leur premier enfant marquent pour elles la fin du travail à l'usine. Durant cette génération des baby boomers, beaucoup de Boissièrien(ne)s se marient avec des gars ou des filles des Mauges. Mais, avec la délocalisation de l'industrie vers les pays à faible coût de main-d'œuvre, le Choletais connaît une grave crise à partir des années 1980. À partir des années 1990, La Boissière-du-Doré entre dans l'orbite économique de Nantes.
L'activité industrielle de La Boissière-du-Doré s'est développée après la guerre, autour de la brique et du bois. En 1969, La Boissière-du-Doré compte 120 emplois industriels pour 523 habitants.
Actuellement, le long de la route d'Ancenis existent : 
- la vaste briqueterie issue de l'entreprise familiale Marcel Rivereau, créée en 1966, intégrée au groupe Imérys puis rachetée en 2013 par la SCOP Leroux-Bouyer du Maine-et-Loire ;
- l'entreprise Guilbaud-Cesbron fabrique des cagettes en bois pour les maraichers très nombreux dans la région nantaise. Au démarrage M. Guilbaud fabriquait des châssis en bois et en verre pour les maraîchers, dans le logis du no 7 de la Route d'Ancenis. La concurrence du plastique pousse l'entreprise à évoluer vers la fabrication de cagettes dans les années 1990. L'entreprise Macé, située dans le village des Brégeonnières, faisait aussi des cagettes, mais n'existe plus. Le patron de cette société a exercé le rôle de maire de la commune dans les années 1970-80 ;
- l'entreprise Lecoindre fabrique des palettes en bois pour la manutention et des casiers de bois pour la viticulture, également très importante dans le Vignoble nantais.

#### Un zoo qui fait la renommée régionale de la commune

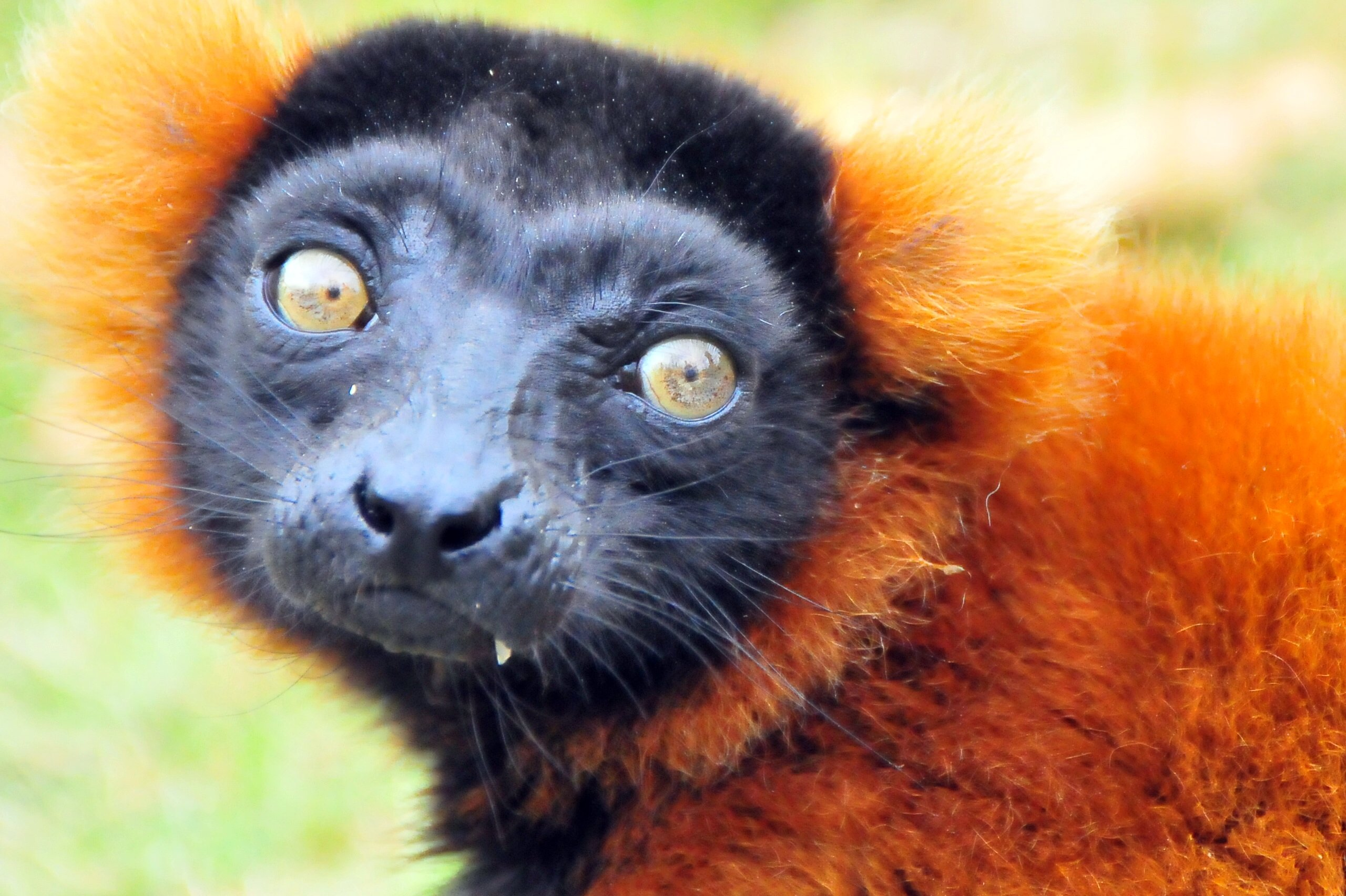
Rode Vari.

La Boissière-du-Doré, bien qu'étant une petite commune, est très connue dans la région en raison de la présence d'un zoo. L'Espace zoologique de La Boissière-du-Doré a été fondé en 1984 sous l'impulsion de Monique et Dany LAURENT, natifs du secteur. Ce couple est également fondateur en 1992 du parc zoologique Planète Sauvage à Port-Saint-Père. Dany Laurent a été conseiller municipal de La Boissière-du-Doré dans les années 1980, puis maire de la Remaudière en 2014. Le zoo de la Boissière-du-Doré est aujourd'hui géré par leur fils Sébastien. Le zoo est un refuge pour les animaux menacés dans leur milieu naturel (lions et loups en 1985, tigres et zèbres en 1987, pandas, des tamarins, des panthères longibandes, des langurs de Java, des lions d'Asie, des oryx, des géladas, des gorilles). En particulier le zoo est connu pour son groupe d'ourangs-outangs, aujourd'hui le plus important d'Europe. C'est en 1989, qu'arrive un couple d'orangs-outangs, dont le  mâle Major, qui donne naissance au premier bébé orang-outang né en France et élevé par sa mère. Deux nouvelles femelles rejoignent le groupe les années suivantes. Depuis, de nombreuses naissances ont été enregistrées. Major est l'ourang-outang qui a vécu le plus longtemps, il est décédé en 2012 à plus de 50 ans, dont 23 ans à La Boissière-du-Doré. Son corps a rejoint la grandes galerie de l'évolution du Muséum d'Histoire Naturelle de Paris, où il est empaillé.

## Politique et administration

### Intercommunalité

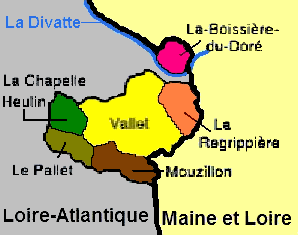
Communauté de communes de Vallet.

Depuis l'époque napoléonienne, la Boissière-du-Doré faisait partie du canton du Loroux-Bottereau. Elle a fait ensuite partie du SIVOM (Syndicat intercommunal) du canton du Loroux-Bottereau, avant de s'en séparer brutalement pour rejoindre le SIVOM du canton de Vallet.
Dans les années 2000, la Boissière-du-Doré était donc membre de la communauté de communes de Vallet dont elle est séparée géographiquement par le territoire de la commune de La Remaudière elle-même rattachée à la communauté de communes Loire-Divatte (ex-SIVOM du Loroux-Bottereau). Dans les années 2010, au nom de la continuité territoriale, le préfet de Loire-Atlantique demande à La Boissière-du-Doré de retourner vers la communauté de communes du Loroux-Bottereau. Ce sujet provoqua un important débat local qui conduisit à un rapprochement progressif des communautés de communes de Vallet et du Loroux-Bottereau. En janvier 2017, les deux communautés des communes de Vallet et du Loroux-Bottereau ont fusionné en une vaste communauté de communes nommée « Sèvre-et-Loire ». Cela suit la fusion par l'État des deux cantons, lors des élections départementales de 2014.

### Liste des maires
Politiquement, La Boissière-du-Doré est tout à fait représentative des campagnes de l'Ouest Intérieur décrites par André Siegfried au début du XXe siècle : « vote conservateur, école catholique, pratique religieuse unanime, domination foncière par la bourgeoisie ». Bien sûr, cela a beaucoup changé : la propriété foncière bourgeoise et la pratique religieuse se sont effondrées, les mass-médias et la mobilité automobile ont ouvert les espaces, etc. Au cours du dernier quart du XXe siècle, la société boissièrienne a considérablement évolué comme l'ensemble des campagnes de l'Ouest et de la société française. Toutefois, La Boissière-du-Doré comme nombre de communes rurales de l'Ouest fonde l'un des bastions de la droite modérée.

## Population et société

### Démographie
Selon le classement établi par l'Insee, La Boissière-du-Doré fait partie de l'aire urbaine et de la zone d'emploi de Nantes et du bassin de vie de Saint-Julien-de-Concelles. Elle n'est intégrée dans aucune unité urbaine. Toujours selon l'Insee, en 2010, la répartition de la population sur le territoire de la commune était considérée comme « peu dense » : 92 % des habitants résidaient dans des zones « peu denses » et 8 % dans des zones « très peu denses ».

#### Évolution démographique
L'évolution du nombre d'habitants est connue à travers les recensements de la population effectués dans la commune depuis 1793. Pour les communes de moins de 10 000 habitants, une enquête de recensement portant sur toute la population est réalisée tous les cinq ans, les populations de référence des années intermédiaires étant quant à elles estimées par interpolation ou extrapolation. Pour la commune, le premier recensement exhaustif entrant dans le cadre du nouveau dispositif a été réalisé en 2004.

En 2022, la commune comptait 1 114 habitants, en évolution de +7,12 % par rapport à 2016 (Loire-Atlantique : +6,68 %, France hors Mayotte : +2,11 %).
| 1793 | 1800 | 1806 | 1821 | 1831 | 1836 | 1841 | 1846 | 1851 |
| ---- | ---- | ---- | ---- | ---- | ---- | ---- | ---- | ---- |
| 800  | 480  | 671  | 764  | 799  | 816  | 783  | 842  | 826  |

| 1856 | 1861 | 1866 | 1872 | 1876 | 1881 | 1886 | 1891 | 1896 |
| ---- | ---- | ---- | ---- | ---- | ---- | ---- | ---- | ---- |
| 827  | 857  | 804  | 801  | 808  | 805  | 794  | 765  | 720  |

| 1901 | 1906 | 1911 | 1921 | 1926 | 1931 | 1936 | 1946 | 1954 |
| ---- | ---- | ---- | ---- | ---- | ---- | ---- | ---- | ---- |
| 723  | 687  | 692  | 578  | 567  | 542  | 555  | 558  | 525  |

| 1962 | 1968 | 1975 | 1982 | 1990 | 1999 | 2004 | 2006 | 2009 |
| ---- | ---- | ---- | ---- | ---- | ---- | ---- | ---- | ---- |
| 526  | 523  | 517  | 551  | 627  | 673  | 746  | 822  | 891  |

| 2014  | 2019  | 2022  | - | - | - | - | - | - |
| ----- | ----- | ----- | - | - | - | - | - | - |
| 1 040 | 1 054 | 1 114 | - | - | - | - | - | - |

La commune de la Boissière-du-Doré a une évolution démographique tout à fait identique à celle observée dans les campagnes de la région entre Nantes et Cholet.

##### Les pertes des guerres de Vendée
La Boissière-du-Doré est touchée par les guerres de Vendée, entre 1793 et 1801, elle a perdu beaucoup de ses habitants. Il convient cependant de rester prudent, car le recensement de 1801 n'est pas considéré comme fiable dans la région du fait de l'instabilité politique. Celui de 1806, cinq ans plus tard, compte déjà plus de 200 habitants supplémentaires. Les morts clairement liés à la révolution peuvent être estimés, au vu de nos connaissances exposées ci-dessus, à huit élus en mars 1793, 49 massacrés le 17 mars 1794 plus cinq autres personnes à cette période, plus une dizaine d'hommes engagés partis au combat. Cela fait 72 morts pour environ 800 habitants, ce qui fait presque 10 % de la population. À cela il convient d'ajouter les personnes de sensibilité républicaine qui ont dû s'enfuir. On sait de façon sûre qu'au moins douze familles d'élus ont fui dès mars 1793, sur les 200 familles de la paroisse, cela représente 6 % des familles. On ignore pour le moment si d'autres habitants de la localité ont été capturés et déportés vers les prisons de Nantes. 10 % de morts et 6 % de personnes enfuies cela représente donc une perte d'au moins 16 % de la population de tout âge et tout sexe, sur 800 habitants, soit environ 128 personnes. Cela correspond à peu près au déclin entre 1793 et 1806. Une perte de 16 %, c'est le même taux qu'entre les recensements de 1911 et de 192 (les pertes liées à la guerre de 1914-1918 et l'exode rural).

##### Maximum démographique rural en 1860
La commune atteint son maximum démographique rural vers 1860, avec une population d'environ 857 habitants. Cette croissance démographique concerne à cette période toute l'Europe qui connaît alors sa transition démographique. Les conditions de vie s'améliorent nettement (fin des famines et disettes grâce aux évolutions agricoles, naissance de la médecine moderne, meilleur confort), les gens vivent plus longtemps, les enfants survivent mieux. Comme la fécondité des femmes baisse plus lentement que la mortalité, le bilan naturel (naissances-décès) est excédentaire et la population de la Boissière-du-Doré s'accroît malgré un bilan migratoire déficitaire (arrivées-départs) lié au début de l'exode rural.
Entre 1806 et 1857, La Boissière-du-Doré gagne 186 habitants, soit +28 % d'habitants.

##### Exode rural et minimum démographique
Après 1860, l'exode rural bat son plein. Alors que les jeunes sont nombreux, l'agriculture commence à se moderniser. Les bras sont trop nombreux. Comme le dit Jean Renard, il y a dans l'Ouest « trop d'hommes pour trop peu de terre ». Les filles et fils de paysans partent chercher du travail dans les bourgs, petites villes et villes de la région. Le bilan migratoire est tellement négatif, que le bilan naturel n'arrive plus à compenser ce déficit. La population communale diminue. La Première Guerre mondiale marque ici comme ailleurs de lourdes pertes. La commune compte 542 habitants en 1931. La Seconde Guerre mondiale du fait de l'accueil dans les campagnes de réfugiés citadins venus de Nantes marque une pause dans le déclin. Après la guerre, le déclin démographique reprend, il est toutefois très lent.
Le minimum démographique est atteint au recensement de 1975 avec 517 habitants. Entre 1861 et 1975, la commune a perdu presque 40 % de sa population. Une telle perte d'habitants peut paraître énorme, toutefois la région fait partie des espaces le moins touchés en France par l'exode rural. En effet, à la Boissière-du-oré, le déclin s'est essentiellement fait à la fin du XIXe siècle et au début du XXe siècle, sur deux générations seulement. Entre 1861 et 1931, la commune perd 38 % de sa population. En revanche entre 1931 et 1975, elle ne perd que 4,6 % de ses habitants.

##### Stabilisation démographique et dynamisme choletais
La stabilisation relative de la démographie de La Boissière-du-Doré, au cours des Trente Glorieuses, est à mettre en lien avec l'industrialisation rurale de la Vendée Choletaise qui fournit alors du travail aux jeunes ruraux de La Boissière-du-Doré, à travers des usines de confection à La Chaussaire, de chaussures à Champtoceaux, mais aussi des entreprises de la commune telles que la briqueterie ou l'usine de cagettes en bois. Alors même que l'agriculture se modernise de façon rapide, détruisant des emplois, l'industrialisation rurale de la région réduit l'exode rural et maintient au pays une population jeune et diversifiée, contrairement à d'autres régions françaises.

##### L'onde périurbaine nantaise
À partir de 1974, le pont de Bellevue sur la Loire est construit et place le pays du Vignoble nantais dans l'orbite périurbaine nantaise. Du fait de sa distance à la ville, la Boissière-du-Doré n'est touchée par ce mouvement au cours des années 1990 et en particulier au cours de la période de flambée immobilière entre 1997 et 2008. C'est à partir de cette extrême fin du XXe siècle que La Boissière-de-Doré connaît une croissance soutenue de sa population : +325 habitants soit +60 % d'habitants entre 1990 et 2013. De nouveaux habitants s'installent dans la commune qui accueillent massivement des non-natifs pour la première fois de son histoire. Des lotissements pavillonnaires sont créés autour du bourg : les petits lotissements des Marronniers et des Tilleuls, sur la route de La Remaudière, et ensuite la vaste ZAC (zone d'aménagement concertée) de l'Aulnaie le long de la route d'Ancenis.

#### Pyramide des âges
La population de la commune est relativement jeune.
En 2018, le taux de personnes d'un âge inférieur à 30 ans s'élève à 37,7 %, soit au-dessus de la moyenne départementale (37,3 %). À l'inverse, le taux de personnes d'âge supérieur à 60 ans est de 16,4 % la même année, alors qu'il est de 23,8 % au niveau départemental.
En 2018, la commune comptait 551 hommes pour 498 femmes, soit un taux de 52,53 % d'hommes, largement supérieur au taux départemental (48,58 %).
Les pyramides des âges de la commune et du département s'établissent comme suit.
| Hommes | Classe d’âge | Femmes |
| ------ | ------------ | ------ |
| 0,2    | 90 ou +      | 0,4    |
| 3,6    | 75-89 ans    | 3,2    |
| 12,6   | 60-74 ans    | 12,8   |
| 19,7   | 45-59 ans    | 19,4   |
| 25,5   | 30-44 ans    | 27,2   |
| 12,5   | 15-29 ans    | 12,4   |
| 26,0   | 0-14 ans     | 24,6   |

| Hommes | Classe d’âge | Femmes |
| ------ | ------------ | ------ |
| 0,6    | 90 ou +      | 1,8    |
| 6      | 75-89 ans    | 8,6    |
| 15,1   | 60-74 ans    | 16,4   |
| 19,4   | 45-59 ans    | 18,8   |
| 20,1   | 30-44 ans    | 19,3   |
| 19,2   | 15-29 ans    | 17,4   |
| 19,5   | 0-14 ans     | 17,6   |

### Manifestations culturelles et festivités
Chaque année, le samedi d'avant le 14 juillet a lieu une fête et un feu d'artifice.

## Culture locale et patrimoine

### Lieux et monuments

#### L'église

##### L'ancienne église
L'ancienne église était au même endroit que l'église actuelle, mais la porte ouvrait à l'ouest en direction de la rue vers la Remaudière avec le chœur à l'est. Elle ressemblait à l'église du Doré ou en plus petit à l'actuelle église Saint-Pierre de Champtocé (Maine-et-Loire). Le cimetière entourait l'église comme on peut le voir sur le cadastre napoléonien de 1808. Ce cimetière était lui-même cerné d'arbres, frênes et ormeaux, jusqu'à la fin du XVIIIe siècle.
Cette église est marquée par d'importants travaux, peut-être même une reconstruction, dans la seconde moitié du XVIIe siècle. Fin XIXe siècle, cette église est considérée comme trop petite et trop délabrée.

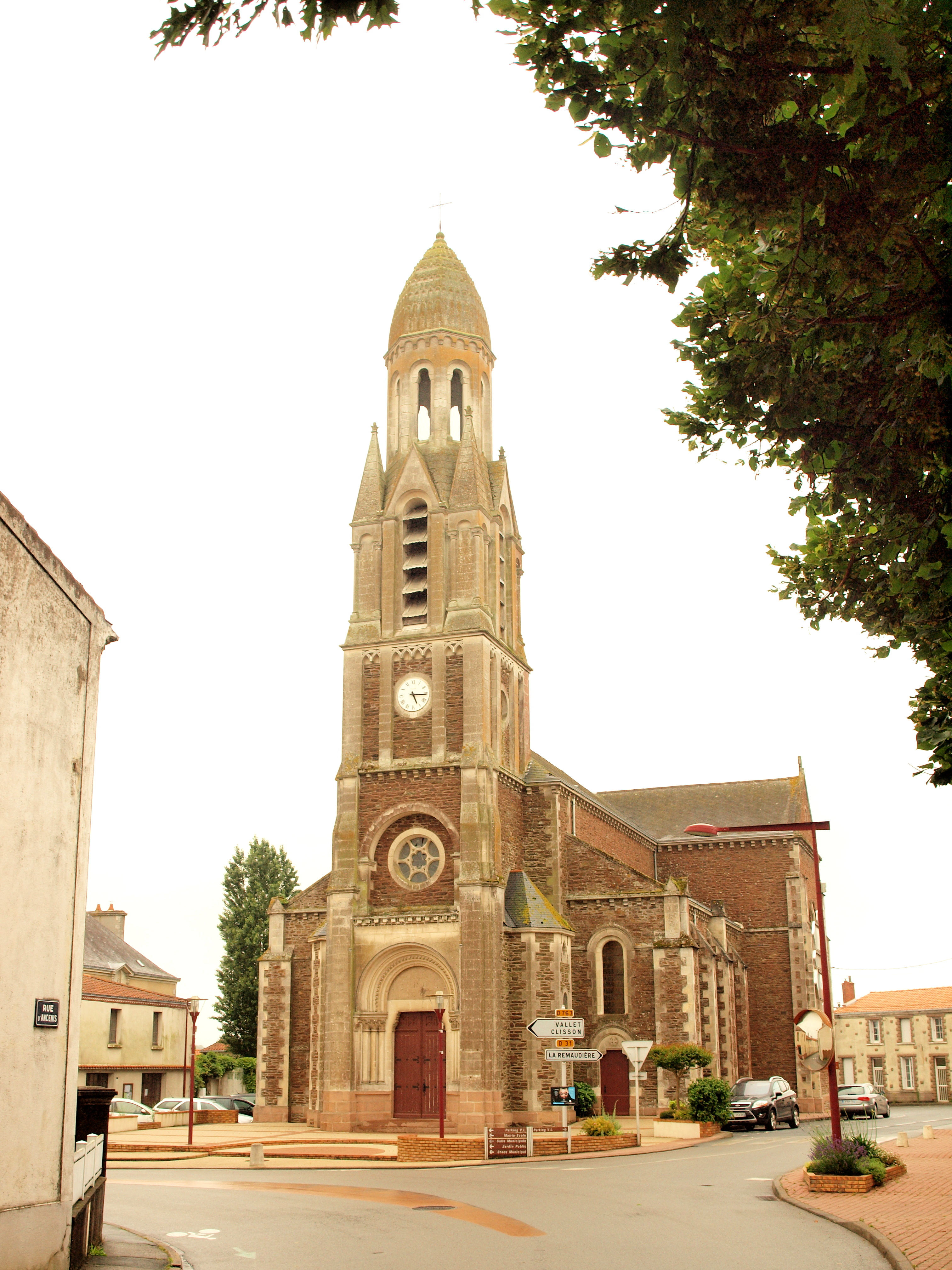
L'église actuelle.

##### La nouvelle église
L'église du début du XXIe siècle date de 1899, comme la plupart des églises paroissiales du pays du Vignoble qui datent de la deuxième moitié du XIXe siècle. L'église fut reconstruite au même endroit, mais elle ouvre vers l'est sur la rue d' Ancenis. On dit que la circulation et les commerces étant de ce côté, on changea son orientation. Son style néo-byzantin, aux arches romans et au clocher arrondi, est original dans les environs où le style néo-gothique domine. Le cimetière qui entourait l'ancienne église a été déplacé lors de la reconstruction à la sortie du bourg, le long de la rue d'Ancenis. Le clocher est fait en 1900. À l'intérieur, le maître d'autel est achevé après la guerre en 1924. L'arrivée et le baptême des deux nouvelles cloches a lieu en 1926. L'architecte est M. Le Debarder.
Le bénitier à l'entrée de l'église à la date 1704 gravée dans sa pierre.

#### Autres monuments de la commune
- La chapelle de l'Aubinière a été édifiée en 1770 à l'initiative de René Fournier, curé de l'église Saint-Nicolas de Nantes, devenu ensuite évêque du diocèse de Nantes. Il possédait là un vignoble. On dit qu'il fit construire cette chapelle pour pouvoir y célébrer la messe, à la suite d'un différend avec le curé de la paroisse. La chapelle est de style gothique. Elle compte trois statues : une Vierge à l'enfant, ainsi que saint René et saint Nicolas.
- L'actuel « château » ou « grand logis » de la Boissière.
- La ferme de La Cour.
- Le logis de la Péquinière.
- Le très beau et imposant presbytère, situé à la droite de l'église, a été construit entre 1882 et 1889. Il fut transformé brièvement en restaurant au cours des années 1980 avant de devenir une maison particulière.
- Un beau portillon d'entrée Renaissance en pierre calcaire du Saumurois, orne l'entrée du jardin d'une maison de la rue de la Châterie. Cette maison fut celle du maire M. Bodet.
- Une très imposante maison, déjà présente sur le cadastre napoléonien de 1808, est située au no 7 de la rue d'Ancenis. Au fond du jardin se trouvent les restes de douves. Elle appartenait probablement à la famille propriétaire du château, puis à la famille Panneton pour elle puis pour son régisseur, puis à Mme Rivet, puis M. Guilbeaud qui débute là son activité de production de cagettes en bois avant de déménager vers la zone industrielle.
- Le restaurant situé près de l'église existe depuis fort longtemps. C'était un relais-poste sur la grande route (RD 763) qui traverse le bourg, qui permettait de nourrir les chevaux, nourrir les hommes et leur permettre de dormir. Il s'appelait « L'hôtel du Cheval Blanc » ou « Hôtel Moreau » du nom des propriétaires. On y trouvait au milieu du siècle un hôtel, un restaurant, une pompe à essence et un téléphone public. Il devint ensuite « Le café des Sports » avant de se transformer en « Auberge des Brigands » restaurant ouvert depuis 2001.

#### Le petit patrimoine rural
Un inventaire du petit patrimoine a été mené en 2004 en lien avec la révision du PLU, en collaboration avec le CAUE de Loire-Atlantique et les travaux du syndicat mixte du Pays du Vignoble nantais.
On observe sur la commune de très belles granges à piliers, des puits très nombreux, des fours à pains et fournils, des génoisses, des encadrements de fenêtres et de portes en schiste, en briques et en tuffeau parfois, de belles métairies et de belles maisons traditionnelles de bourg.

### Personnalités liées à la commune

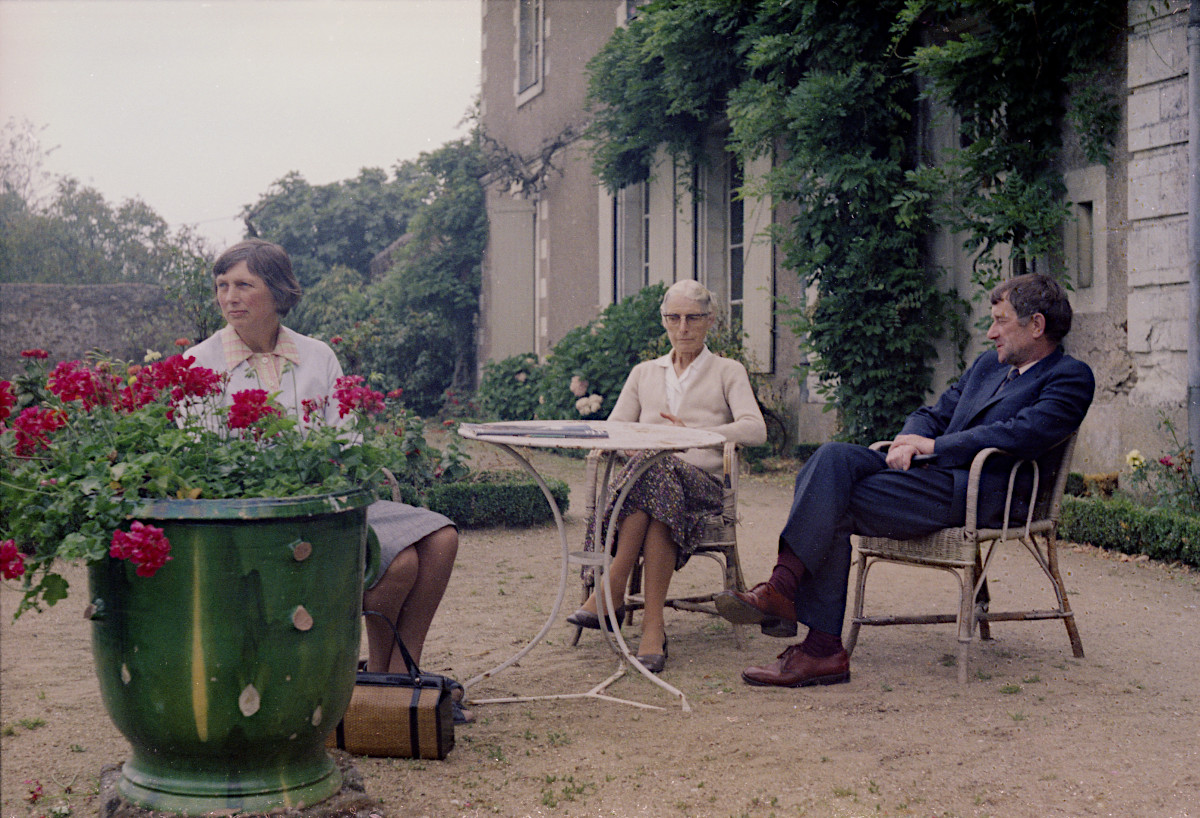
George Adamson et sa femme Peggy avec Hélène François-Saint-Maur dans le jardin du Logis, La Boissière-du-Doré, septembre 1971.

- George Adamson et sa femme Peggy avec Hélène François-Saint-Maur dans le jardin du Logis, La Boissière-du-Doré, septembre 1971.Le dessinateur américain George Worsley Adamson (1913-2005) est venu à La Boissière-du-Doré en 1971 avec sa femme Peggy sans doute invités par la famille François-Saint-Maur puisqu'il peint leur château[134]. Rita Sephton, la mère de Peggy, a été gouvernante d'Hélène avant la Première Guerre mondiale.
- Joseph Vallet, sculpteur, né à La Boissière-du-Doré en 1841. Il est l'auteur des trois statues religieuses sur colonne qui protègent le bourg sur ces trois axes principaux du XIXe siècle : La Vierge sur la route de la Remaudière et Vallet, Saint-Joseph sur la route de Saint-Laurent-des-Autels et le Christ en Sacré Cœur sur la route du Doré.
- Charles François-Saint-Maur (1869-1949) ancien sénateur de la Loire-Inférieure, conservateur catholique, il milita pour le droit de vote des femmes et fut un défenseur de la mémoire de l'Anjou et ami personnel de l'écrivain angevin René Bazin. Il fut 44 ans maire de la commune.

### Héraldique
Ce blason est une création tout à fait récente du début du XXIe siècle.
| Blason | Blasonnement : D'or à un rameau de buis de sinople, à la bordure partie d’argent chargé de neuf mouchetures d'hermine de sable, et d’azur chargé de neuf fleurs de lys d'or. Commentaires : Au centre, le rameau de buis évoque l'origine du nom de la commune. Le fond jaune ou champ d'or fait allusion à l'extension Du Doré, lié au lieu-dit voisin en Maine-et-Loire. La position à la limite entre la Bretagne et l'Anjou est symbolisée par les deux bordures, blanche à hermines pour la Bretagne et bleue à fleurs de lys pour l'Anjou. |